# 渡島丸 (2代)

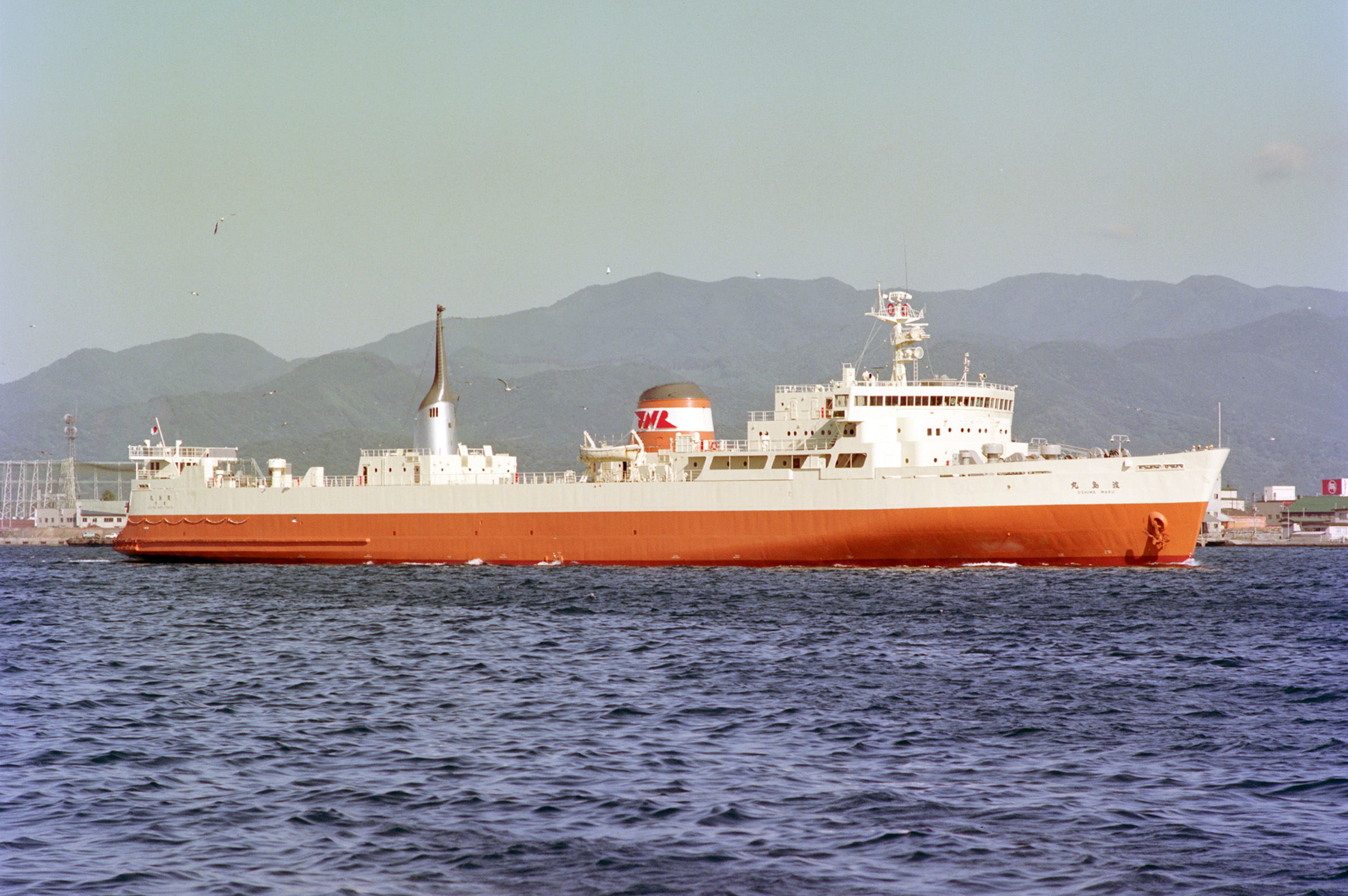
262便として青森へ入港する渡島丸　1975年7月18日

渡島丸（おしままる）は、国鉄青函航路の車両渡船で、同航路初の自動化客載車両渡船津軽丸型建造終了後、その車両渡船版として航路の近代化と貨車航送能力増強を目的に建造された6隻の第1船。渡島丸の名称は、青函連絡船としては2代目であった。
同型船に日高丸（2代）、十勝丸（2代）、空知丸（2代）、檜山丸（2代）、石狩丸（3代）があり、これら6隻を渡島丸型と呼ぶが、後年、檜山丸（2代）、石狩丸（3代）の2隻は客載車両渡船に改造され、石狩丸型と呼称された。ここでは渡島丸（2代）および渡島丸型車両渡船、ならびに石狩丸型客載車両渡船について記述する。
なお国鉄は、当時青函連絡船は全船鉄道車両航送のできる船であったため、その前提のもと、津軽丸型客載車両渡船と石狩丸型客載車両渡船を「客貨船」、渡島丸型車両渡船を「貨物船」と分類呼称しており、これは簡略で実用的であったが、これでは一般型の客貨船や貨物船との区別がつかないため、ここでは従来からの呼称である客載車両渡船、車両渡船を使用する。

## 渡島丸型車両渡船　第1船から第3船までの建造の経緯
1954年（昭和29年）9月の洞爺丸台風で5隻の連絡船を失った青函航路であったが、1957年（昭和32年）10月の車載客船十和田丸（初代）就航を以て、船腹数回復を果たした。その翌年の1958年（昭和33年）度の貨物輸送量は、なべ底景気の影響もあり、439万トン に留まったが、その後ほどなく岩戸景気と呼ばれた好景気に戻り、貨物輸送量の増加は著しく、1961年（昭和36年）度には521万トンに達していた。
国鉄は、この増大する貨物需要への対応と、終戦前後に建造された船質の良くない戦時標準船ならびに、それに準じる船を取り替える方針を打ち出し、その方法を検討するため「青函連絡船取替等計画委員会」を1961年（昭和36年）1月に設置した。その第2次報告が1963年（昭和38年）8月に出され、その内容は、1,200名の旅客とワム換算48両を積載し、青森 - 函館間を1日2.5往復可能な高速客載車両渡船津軽丸型 6隻を1965年（昭和40年）度までに順次就航させ、老朽化の進んだ3隻の客載車両渡船（デッキハウス船）第六青函丸、第七青函丸、第八青函丸、3隻の車載客船 大雪丸（初代）、摩周丸（初代）、羊蹄丸（初代）、3隻の車両渡船 第十二青函丸、石狩丸（初代）、渡島丸（初代）の計9隻を廃船にするというものであった。この報告に沿い、1964年（昭和39年）5月から1965年（昭和40年）8月にかけ、津軽丸型6隻が順次就航し、これら老朽船9隻も1965年（昭和40年）9月末までに全船引退した。
しかしその後の輸送需要の伸びは、客貨ともこの1963年（昭和38年）8月時点の予測を大きく上回り、国鉄は1965年（昭和40年）10月22日、さらに津軽丸型1隻の追加建造を決め、翌1966年（昭和41年）11月には、この第7船十和田丸（2代）を就航させた。これにより、当時は未だ陸上設備改良待ちではあったが、津軽丸型1隻入渠中も、残る6隻での15往復運航可能な隻数は確保され、船脚の遅い車載客船 十和田丸（初代）は余剰となった。このため十和田丸（初代）を石狩丸（2代）と改称のうえ、不足する貨車航送能力増強のため車両渡船に改造し、1967年（昭和42年）5月に再就航させた。この年度の貨物輸送量は695万トン に達していた。
洞爺丸台風で沈没し、浮揚後車両甲板より上を新造するという大規模な修復工事を受け、復帰していた石炭焚き蒸気タービンの車両渡船 日高丸（初代）、十勝丸（初代）の2隻は、まだこの時期運航されていたが、既に船齢20年に近づいていた。このため、国鉄では、これらの代替と、青函航路の逼迫した貨車航送能力増強のため、津軽丸型同様1日2.5往復可能で、ワム換算55両積載可能な高速車両渡船2隻の建造を1967年（昭和42年）11月28日決定し、1968年（昭和43年）5月24日、函館ドックと三菱重工にその建造を発注した。しかしその後も貨物需要の増加は著しく、1968年（昭和43年）10月8日には、さらに1隻の追加建造を決定し、1969年（昭和44年）5月15日、日立造船にその建造を発注した。これら3隻は、いずれも2代目となる渡島丸、日高丸、十勝丸と命名され、1969年（昭和44年）10月から翌1970年（昭和45年）6月にかけ、順次就航した。これにより、最後の2隻となった蒸気タービン船も1970年（昭和45年）3月末までに退役した。

## 渡島丸型　渡島丸、日高丸、十勝丸の概要
当初は津軽丸型の客室部分を省略した車両渡船を計画していたが、青函航路では急増する貨物需要に対応しきれず、1966年（昭和41年）以降は下り貨物に輸送制限を加えるに事態に至り、国鉄本社の運輸部門からの積載車両数増加の強い要請を受けることとなった。このため、船内軌道を可能な限り伸ばすため、旅客扱いしない前提で、船の全長を伸ばすこととし、当時の岸壁有効長や青森港の狭隘な操船海面から許される最大限の長さ として、津軽丸型より12.6m長い全長144.6mとした。このため、旅客扱いできる青森第1岸壁では、係留に余裕なく、函館第1岸壁では、船首が第2岸壁まで突き出してしまい第2岸壁での離着岸に支障をきたすため、青森側は第2岸壁、第3岸壁、函館側は第3岸壁、第4岸壁のある有川桟橋限定使用であった。
津軽丸型では、多くの新しい機器類や制御システムがほとんどぶっつけ本番で導入され、第7船の十和田丸（2代）でようやく完成品の域に達したものも多かった。このため渡島丸型では、基本的にこれらの仕様は十和田丸（2代）に準拠していたが、ここに至る過程で実用にならなかったり、使用されなかったものは省略された。
船体塗装色も十和田丸（2代）にならい、3隻とも外舷下部と煙突をオレンジ色（2.5YR6/13）、外舷上部を象牙色（2.5Y9/2）、煙突鉢巻を白（N-9.5）、後部煙突兼マストの下半分を銀色とした が、塗り分け線は中甲板レベルへ下げられていた。しかし、これではこの3隻を遠方から識別できないため、後部煙突兼マストの上半分を、渡島丸（2代）では黒く（N-1.5）塗装し、日高丸（2代）では後部煙突兼マストの上半分のさらに上半分をオレンジ色（2.5YR6/13）に、上半分の下半分を黒（N-1.5）とし、十勝丸（2代）では上半分の上半分を銀色に、上半分の下半分を黒（N-1.5）としたが、1977年（昭和52年）に、日高丸（2代）が後部煙突兼マストの上半分を外舷上部と同じ象牙色（2.5Y9/2）に、十勝丸（2代）も同部を外舷下部と同じオレンジ色（2.5YR6/13）に改めた。

### 船体構造
貨物専用の有川桟橋や青森第3岸壁はいずれも港口に近く、うねり等の影響を受けやすい場所であった。青函連絡船では1955年（昭和30年）建造の檜山丸型以来、船体幅を拡大するため、岸壁係留位置において船体中心線は可動橋中心線に対し14.8‰の角度で岸壁から反対側に振られる形となっており、全長132mの津軽丸型では、左舷舷側は船尾から約52m付近（全長の40%）までしか岸壁に接触しておらず、それより前方の船体は岸壁から若干離れた状態で係留されていた。渡島丸型ではこの接触範囲を船尾から86m付近（全長の60%）まで延ばして係留時の安定性向上を図った。このため船体幅は 津軽丸型より50cm増しの18.4mとなった。
旅客設備がないため、操舵室の位置が後退し、船首までの距離が津軽丸型より10m程度伸びた。このため前方見透しの確保と、あわせて船首波の衝撃緩和もねらい、船首部喫水上での肋骨線を極力45度以上に立て、津軽丸型よりフレアの少ない船型とし、さらに中甲板レベルにわずかなナックルラインを入れて船首船楼甲板幅を狭めた。
船尾の船体外板でも、エプロン甲板下レベルに回り込む下段の防舷材を直接外板に取り付けられるよう外板の垂直面を下方まで下げ、その下にナックルラインを設けた。

#### 車両積載設備
車両甲板は従来の車両渡船同様、船尾端は3線で、中線はすぐに分岐して車両甲板の大部分で4線となるよう軌道が敷設され、各線の有効長とワム換算車両積載数は、左舷から船1番線112m、14両、船2番線120m、15両、船3番線96m、12両、船4番線112m、14両の計55両となり、津軽丸型より7両増しとなった。
船尾水密扉は津軽丸型や石狩丸（2代）と同型の電動油圧式トルクヒンジ使用の鋼製上下2枚折戸であった。船尾開口面は垂直に対し17度前傾しており、船尾扉閉鎖状態からの開放では、まず下部扉が船尾扉中央のヒンジが折れて180度外開きし、下部扉が上部扉の外側に折りたたまれて重なった状態となり、続いて船尾開口部上縁のヒンジがこの折りたたまれた扉を73度外開きして、水平まで持ち上げ、船尾開口部上側中央部から後方へせり出したポンプ操縦室下面にロックされる構造であった。

#### ヒーリング装置
車両を積卸しする時、船体中心線から離れた船内軌道に列車が出入すると、その重みで船体が横傾斜する。これを抑制するため、船体中央部両舷側にヒーリングタンクを設置し、このヒーリングタンク内の海水を急速に対側のヒーリングタンクへ移動させたり、ヒーリングタンク内の海水を急速に船外へ排水または逆に船外からヒーリングタンク内へ注水するヒーリング装置が青函連絡船では1924年（大正13年）建造の翔鳳丸以来、全船に装備されて来たが、全てヒーリングタンク1対、ポンプ1台の装備であった。ヒーリング装置は、船内軌道何れの線においても、時速4kmでの車両積卸しで船体横傾斜が3度以内に収まるよう設計された。渡島丸型は津軽丸型に比べ、上部構造物は少なくなったものの、全長が伸び車両積載数も増加しており、同様に大容量のヒーリングタンクと強力なヒーリングポンプを備える必要があった。しかし、ヒーリングタンクはその使用目的から、片舷タンクの損傷浸水時、この浸水を対側タンクへも迅速に流し込むクロスフラッディング装置を付加できないため、大き過ぎるヒーリングタンクは損傷時の非対称浸水による横転を招きかねない、という津軽丸型と同じ理由で、ヒーリングタンクは前後2対に分離され、それぞれに独立したヒーリングポンプが設置された。このため、ヒーリングポンプ容量も津軽丸型程度となった。
ヒーリングタンク容量は津軽丸型より14%程度増大し、発電機室から第1主機室前半にかけての両舷側に片舷容量253.9トンの第1ヒーリングタンクが、第1主機室後半から第2主機室にかけての両舷側に片舷容量202.9トンの第2ヒーリングタンクが隣接して配置され、津軽丸型では不完全であった1組故障時のヒーリング性能を改善し、何れか残った1組で貨車の積卸しに支障をきたさないよう、前後のヒーリングタンク間に設けた手動の仕切り弁を開け、前後2つのタンクを一体化してヒーリング操作できるようにした。しかしその後の実験で、この仕切り弁を閉じたまま、1組のヒーリング装置だけで十分対応できることが判明している。ヒーリングポンプ容量は1台当たり2,000m3/h×7.5m（水頭）と津軽丸型の2,200m3/h×7.5m（水頭）よりやや小さく、また十和田丸（2代）のような三相誘導電動機直接駆動の可変ピッチプロペラ式軸流ポンプではなく、コストダウンのため、宇高連絡船 伊予丸型で採用された可逆転式三相誘導電動機直接駆動の固定ピッチプロペラ式軸流ポンプが採用された。可変ピッチプロペラ方式では、運転開始時だけの無負荷始動のため大電流は流れなかったが、この固定ピッチプロペラ方式では、ヒーリングポンプの運転開始・逆転開始の都度、有負荷のため大電流が流れ、電圧降下をきたした。このため2台のヒーリングポンプ、ならびに係船機械用の動力機械の各油圧ポンプとの間には、同時起動を防止するインターロックを設け、過大電流の発生を防いだ。さらに津軽丸型には装備された自動ヒーリング操作機能も、船1番線、船4番線では船体傾斜を十分補正し切れなかったこともあり省略されたが、2組のヒーリング装置を一括して手動制御することはできた。
津軽丸型同様、第1ヒーリング装置は第1補機室に、第2ヒーリング装置は第2補機室に設置され、第2ヒーリング装置は船尾トリミングタンクともつながり、船尾喫水調節も迅速に行えた。

#### 一般配置
船楼甲板前部は船首係船作業場で、船首から甲板室前面までの距離が津軽丸型より10m程度長い約26mとなり、揚錨機と3台のウインチが設置されている。旅客扱いしないため、1955年（昭和30年）建造の青函航路初のディーゼル車両渡船 檜山丸型同様、甲板室は3層の小規模なものであったが、檜山丸型では就航時の乗組員数は79名であったのに対し、渡島丸ではその後の自動化の進展により40名に減少したため、普通船員室を4人部屋から2人部屋にしたが、それでも甲板室の前後方向約30mと檜山丸型より8mも小さくなり、前部煙突を載せた1層の前部消音器室とは1.2m程度隔てた別棟となった。このため、甲板室上部船楼甲板後端と前部消音器室頂部とをつなぐ幅1.5m程度の架橋が架けられていた。なお檜山丸型以来続いてきた上部船楼甲板室や無線通信室の角窓はコストダウンのため船長室以外は丸窓化されてしまった。
操舵室は津軽丸型同様、船楼甲板の2層上の航海甲板最前部に、全幅にわたり、さらに両翼を舷外へ約1mずつ張り出して設置された。その後ろに隣接して右舷に無線通信室、電池室、左舷に電気機器室が配置され、操舵室から無線通信室へ直接行き来できる扉が設置され、通信士は後ろ向きに業務する機器配置になっていた。1層下の上部船楼甲板には高級船員室、その下の船楼甲板には普通船員室と高級船員食堂、普通船員食堂、厨房が配置された。なお、船員居住区は車両渡船ではW型船以来、全て船楼甲板より上に配置されていた。
前部消音器室前部左舷寄りに水密辷戸動力室が置かれたが、水密辷戸数が4ヵ所に減ったため1系統となり、ここだけとなった。
船楼甲板右舷の前部消音器室横のボートダビットには定員6名の35馬力ディーゼルエンジン付FRP製救助艇1隻が懸架されていたほか、同所両舷には膨張式救命いかだが2隻ずつ格納され、対応する網梯子も両舷に格納されていた。
前部消音器室から後方、約20mの間隔をおいて1層の後部消音器室があり、屋上には後部煙突兼マストが載っていたほか、右舷には外注の機関整備員室、左舷には貨車添乗員室が設けられた。
船楼甲板船尾部は船尾係船作業場となっており、ウインチが2台設置されていた。船尾中央部には車両甲板船尾開口部上にせり出す形で、車両積卸しを目視しながらヒーリングポンプ操作ができる箱型のポンプ操縦室が設置され、その屋上は両翼舷外まで張り出した入渠甲板で、出入港時の船尾扉開放状態でも船尾監視ができるようになっていた。
このように、船楼甲板は前部消音器室より船尾側には後部消音器室以外目立った構造物はなく平坦な構造で、当時の青函航路の逼迫した貨車航送事情を反映し、この広大なスペースに国鉄5トン積みコンテナを50個積載する計画があり、後部煙突兼マストに設置された機関部品積卸し用のデリックは、非使用時には左舷後方へ振られ、コンテナ積載の邪魔にならないよう配慮されていたが、結局このコンテナ積載は実現しなかった。
車両甲板より下は津軽丸型同様12枚の水密隔壁で13の区画に分けられ、隣接する2区画に浸水しても沈没しない構造となっていた。船底は船首タンク、第1ボイドスペース（津軽丸型の第1船室船員食堂相当）、船尾トリミングタンク以外は二重底で、発電機室、第1主機室、第2主機室、第2補機室の4区画については、両側面にも前方から2対のヒーリングタンクと1対の清水タンクを置いて二重化され、うち清水タンクには非対称浸水による船体傾斜を軽減するクロスフラッディング装置が設けられていた。旅客設備がないため空調用冷凍機の搭載がなく、第1補機室はヒーリング装置だけとなり、発電機室の水密区画内の船首側船艙部分を非水密壁で区切って第1補機室とし、ここにヒーリング装置を置いた。津軽丸型では第1主機室水密区画船首側中段にあった総括制御室を発電機室水密区画内の船首側中段、この第1補機室直上に配置した。このため、車両甲板上の船2、3番線間のプラットホームから船尾方向へ階段を降りると、他の機関室を通ることなく総括制御室へ行けた。なお電子機器の多い総括制御室と航海甲板の電気機器室には冷房のため、それぞれパッケージエアコンが設置された。
津軽丸型で第1補機室に充てられていた水密区画は第2ボイドスペース（空タンク）となり、その前方2区画は津軽丸型では船員居住区や船員食堂に充てられていたが、渡島丸型では、これらは全て船楼甲板上に配置されたため、倉庫と第1ボイドスペースとなった。可変ピッチプロペラ管制装置のある第3補機室の後ろに隣接する水密区画は、津軽丸型では「その他の乗船者」室であったが、これも船楼甲板上の後部消音機室両側と厨房付近へ上がったため、ここは船底から車両甲板にまで達する大きな船尾トリミングタンクとなった。このため、機関室中段高さでの通路は第3補機室で行き止まりとなり、第3補機室右舷後方から車両甲板右舷へ上がる階段が設置された。船尾トリミングタンク後方に隣接する操舵機室へは、車両甲板両舷側の階段から出入する構造となった。発電機室から第3補機室までの5区画を仕切る4枚の水密隔壁の機関室中段の高さに設けられた開口部には、通常は開放されているが非常時は閉鎖される電動油圧式の水密辷戸（すいみつすべりど　スルースドア　Sluice door）が設置されており、その動力機械（油圧ポンプ）は船楼甲板前部消音器室前側の水密辷戸動力室に、停電後も全ての辷戸を10回以上開閉できる油圧を貯留するアキュムレーター（蓄圧器）とともに設置されたが、水密辷戸の設置数が津軽丸型の8ヵ所から4ヵ所に減ったため、この1系統だけとなった。

#### 操舵室

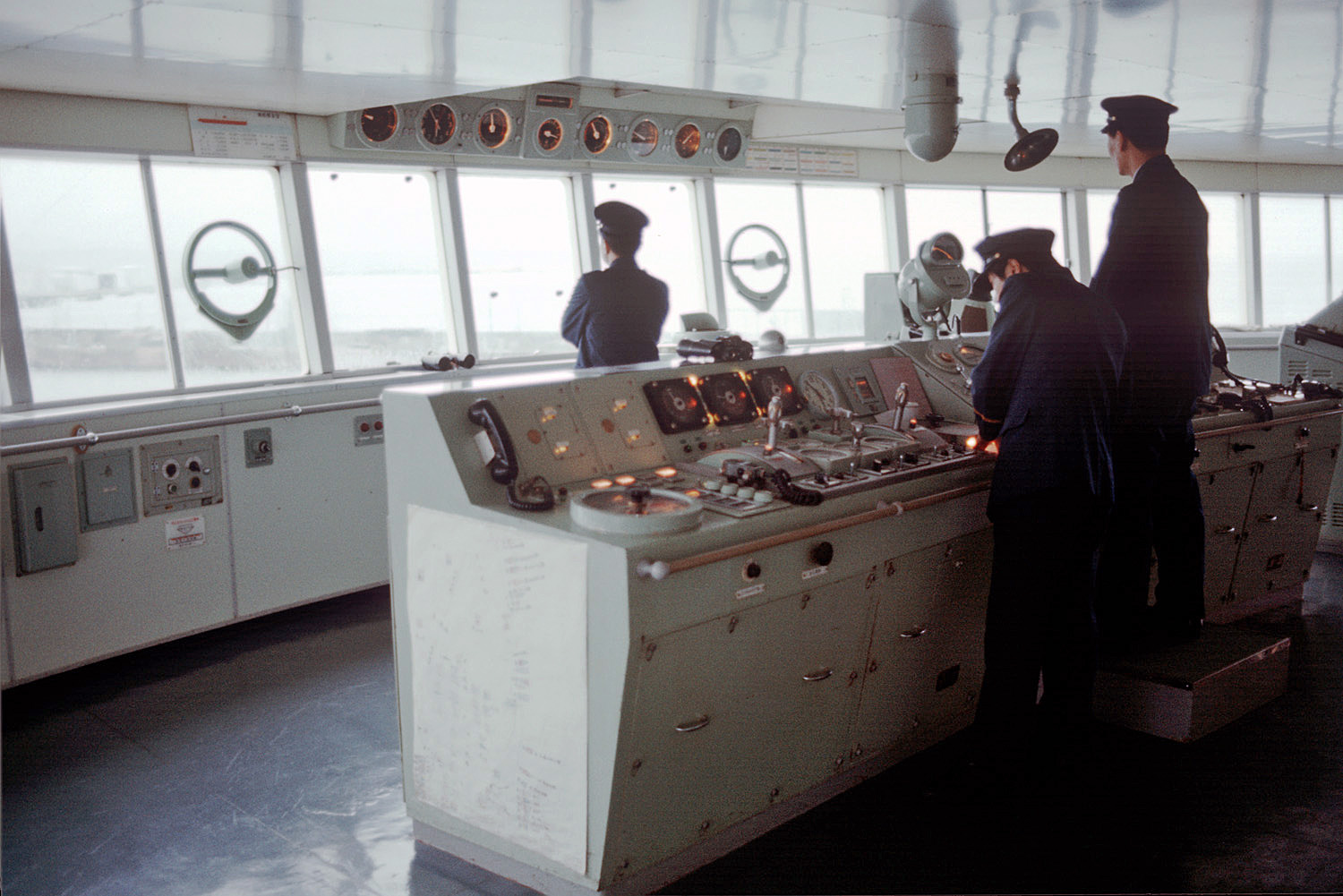
変62便（函館3岸13時35分発　青森3岸18時05分着）として青森第3岸壁へ入港する渡島丸の操舵室。窓外には青森3岸が見えている。操舵室前方中央に立つ船長は前面中央の下降式の窓を下げて前方を注視している。前面窓上の計器は左から対水速度計で表示は3ノット程度、次が時計で17時55分、次が左舷推進用可変ピッチプロペラ翼角で前進1度程度を示すがこのあたりはゼロ推力領域、次のやや小さいのが舵角計で右35度、その上の直線ゲージがバウスラスター翼角計、下へ戻って右が右舷翼角計で後進5度程度、次が風向計で左舷やや前方の風、次が風速計で7m程度、最後が傾斜計で傾斜なし。一方手前のプロペラ制御盤では左舷翼角操縦レバーがほぼ中立、右舷レバーはやや後進側に傾いており、両レバー基部のカマボコ型行程部のランプが点灯しており、このとき操舵室左舷の補助スタンドの補助レバーではなく、こちらの主レバーに指令権があることを示している。両レバーの間の手前側のグリップがバウスラスター翼角操縦ハンドルで右10度あたりを向いており、プロペラ制御盤奥の斜面部分の三つ並んだ計器の中央のバウスラスター駆動電動機電流計が500A程度を示しているため、このときのバウスラスター出力は445V×500A＝222.5kW（302.5馬力）程度となる。電流計の両側は両舷の主軸回転数計で、運航中は常時毎分217.5回転である。両舷主軸回転数計と電流計の間に2灯ずつ計4灯白く点灯しているのが稼働主機表示灯で、このとき両舷とも第1と第4主機の計4台運転であったことがわかる。入港着岸操船中はこのように左舷中立で、右舷後進とバウスラスター運転が重なることがあるため、バウスラスター電源の主軸駆動発電機をこの渡島丸から左舷主軸に変更した。1976年5月6日撮影

操舵室内の配置は十和田丸（2代）に準じたもので、船体中心線上には操舵スタンドがあり、津軽丸型と同じく大型自動車のハンドルを舵輪として装着したジャイロパイロットが内蔵されており、このハンドルで手動操舵できたほか、船首方向を決めて自動操舵にすれば、横方向からの外力が働いても常に船首が指示方向を向くよう操舵できる装置で、青函連絡船では津軽丸（2代）から装備されていた。
その左にはプロペラ制御盤があり、両舷の推進用可変ピッチプロペラの翼角を前後に動かして遠隔操縦する2本のプロペラ翼角操縦レバーと、その間の手前側にはバウスラスターの翼角を遠隔操縦する回転式のグリップハンドルがあり、そのハンドルの向こうにはバウスラスターの実際の翼角だけを示す丸い翼角計が、ハンドルの両側には両舷の推進用可変プロペラの実際の翼角を示し、さらに外周には指令した翼角が示される丸い翼角計が配置された。この翼角計の向こう側、即ちバウスラスター翼角計の両側には、推進用可変ピッチプロペラの遠隔操縦装置が全て故障した時、可変ピッチプロペラ管制装置のある第3補機室へ翼角指令を出すプロペラテレグラフのグリップハンドルが設置されていた。制御盤手前の最も手前には、非常用として設置されたノンホローアップ式（スイッチを倒した方向へ翼角が進み続け、目的の翼角でスイッチを中立に戻すと進みが停止する）の両舷の推進用プロペラとバウスラスターの翼角操縦スイッチや、これら常用・非常用の切換スイッチ等が横1列並びに配置されていた。
プロペラ制御盤の奥の斜面部分には両舷主軸回転数計と、その間にバウスラスター駆動電動機電流計があり、この電流計の両側に、津軽丸型ではデジタル表示の各舷の稼働主機台数表示器があったが、渡島丸（2代）からは個々の主機械の稼働状況を示す左右4個ずつの電光表示ランプとなったため、実際にどの主機械が稼働しているのかがわかるようになった。さらに操舵室左舷端には補助操縦スタンドがあり、離着岸時、船長が接岸する左舷側を目視しながら、直接バウスラスターや両舷プロペラの翼角制御ができるようになっていた。プロペラ制御盤の主レバーと左舷の補助レバーの間には切換えスイッチはなく、常に後から操作したレバーの指令に従う仕組みで、この方式は十和田丸（2代）から採用されていた。また八甲田丸以降建造の青函連絡船同様、推進用可変ピッチプロペラの翼角操縦レバーをいきなり大翼角まで進めても、主機械に過負荷がかからないよう予め設定された負荷の範囲内で翼角を進め、過負荷がかかった場合は翼角を戻す機能もある“過負荷防止装置”が装備されていたが、本船からは、いきなり大翼角指令を出しても、船速ゼロでも過負荷にならない翼角16度までは3〜5秒で進み、以後はゆっくり進む“2段変速制御”も採用された。
津軽丸型7隻では、操舵室内で、第2レーダー指示器と並んで設置されていた船位自動測定装置（SPレーダー）は既にこの時期使用されておらず、渡島丸型では設置されなかった。このためレーダーポスト兼用の前部マスト頂部には円筒形の“ラドーム”はなく、第1レーダー用の通常の反射型のスキャナーが設置され、中段の第2レーダー用にはスロット型が設置された。
操舵室後壁には、津軽丸型同様、水密辷戸遠隔操作盤や火災警報表示盤非常操作盤、その他の警報表示盤等がはめ込まれていたが、ボイスアラームは省略された。

#### 係船機械
船首船楼甲板の船首係船作業場には、投揚錨する揚錨機、着岸前、最初に岸壁のビットにつないで船首を岸壁へ引き寄せるフォアラインを巻き込む左舷の主ウインチ、左舷が岸壁から離れないよう固定するブレストラインを巻き込む右舷の補助ウインチ、そして船体を後方へ引き寄せて、船尾を岸壁ポケットへ押し込むスプリングラインを巻き込むスプリングウインチが設置され、いずれのウインチ・揚錨機も、船首の一段高くなった船首指揮台の操縦スタンドから遠隔操作された。津軽丸型では船首甲板が狭かったため、1層下の左舷中甲板に設置されていたスプリングウインチも上記のように船楼甲板に設置された。なおこれらの係船機械は電動油圧式で、その動力となる油圧を造る動力機械（油圧ポンプ）は津軽丸型同様、中甲板に設置された。
船尾船楼甲板の船尾係船作業場には、後方の岸壁ビットにかけてこれを巻き込んで後進し、船尾を可動橋に押しつける左アフターラインを巻き込む左舷ウインチ、同じく左舷船尾から前方のビットにかけてアフターラインの張力に対抗してブレーキをかける船尾スプリングラインと右舷アフターラインを巻き込む2ドラムタイプの右舷船尾ウインチが設置されていた。この2台のウインチは船尾船楼甲板左舷の台の上に設置された操縦スタンドから遠隔操作された。これらの係船機械の油圧を造る動力機械（油圧ポンプ）も津軽丸型同様、操舵機室に設置された。
渡島丸型ではこれらのウインチのうち、自動係船運転機能と呼ばれるオートテンション機能を持つのは、車両積卸し作業で、船尾の喫水や傾斜に変化があっても、船尾を可動橋から離れないよう、適度に後方へ引き寄せ続ける左舷アフターライン用の船尾左舷ウインチと、船尾右舷ウインチの右舷アフターライン用のドラムの2ヵ所だけとなり、十和田丸（2代）では付加されていた船首スプリングウインチの自動係船運転機能は省略された。
これら電動油圧式の係船機械は、国鉄連絡船では宇高連絡船 讃岐丸（初代）で初めて採用され、その後、津軽丸（2代）と松前丸（2代）以外の津軽丸型各船で改良を重ねてきた東洋電機製造製であった。
またこれら3隻では、船首側面外板の錨を収納する凹みであるアンカーリセスが廃止された。

### 機関部
渡島丸型は津軽丸型に比べ、船体は大きくなったが、水槽実験等で出力増強の必要のないことが推定されたため、機関系は津軽丸型との互換性を考慮して、主機械には津軽丸型と同形式の4サイクル中速ディーゼルエンジン 川崎 MAN V8V 22/30mAL（定格出力1,600制動馬力、毎分750回転）を渡島丸（2代）と日高丸（2代）に、同じく三井 B&W 1226 MTBF-40V（定格出力1,600制動馬力、毎分600回転）を十勝丸（2代）に各8台搭載し、津軽丸型同様、片舷4台の主機械からの出力を、流体継手付1段減速装置で毎分217.5回転に落とし、片舷の主軸に伝達する、8機2軸のマルチプルエンジン方式を踏襲した。しかし、これら3隻では、将来の低質重油（B重油）使用を念頭に、1台のみ互換性を保持したまま、B重油使用対策改造を施していた。
津軽丸型では、1968年（昭和43年）から軽油を燃料とした1年間（6,000時間）の主機械無開放運転試験を行い、問題がなかったため、1969年（昭和44年）からこれを全面実施し、さらに1973年（昭和48年）からはこれを2年間（12,000時間）に延長し、渡島丸型もこれにならっていた。一方、鉄道技術研究所では、低質重油（B重油）使用による2年間の無開放運転の可能性についても検討したが、適切な対策をとれば無開放1年までは可能であるが、それ以上の無開放運転には、それ相当の改造や付加工事が必要で、軽油専燃に比べ保守管理も面倒となる、との報告も出され、結局最後まで軽油が使用され続けた。
バウスラスターは津軽丸型では、第6船までは、バウスラスタートンネル内でプロペラ軸を両側から3本ずつのステーで支持する6-STAY型の三菱横浜KAMEWA SP800/6Sを装備した。第7船の十和田丸（2代）建造時には、片側3本のステーだけで支持するSP800/3Sが登場しており、これを第6船までと同じ位置に装備した。しかし、この3-STAY化により、バウスラスターの入った筒の長さは2.61mから1.75mへ短縮しており、船体幅のより狭い船首側への装備が可能となっていた。このため渡島丸型では、船型の違いもあったが、津軽丸型に比べ、船首からの距離で約2m船首寄りに装備できた。これにより、回頭中心から横推力作用点までの距離が伸びたことと、上部構造物減少による風圧面積縮小により、船体の長大化にもかかわらず、バウスラスター出力は津軽丸型と同じ850馬力、推力9.3トンで問題なかった 。
このため、バウスラスター駆動電源を供給する主軸駆動発電機も、津軽丸型と同じ900kVAのものが設置されたが、津軽丸型が就航しつつあった時点で、既にバウスラスターを使用する港内での操船時、とりわけ入港時の減速しながらの右回頭時には、右舷の可変ピッチプロペラに後進をかけるため、左舷よりも右舷主軸への負荷の方が大きいことが明確になっていた。このため、遅ればせながら、渡島丸型では津軽丸型とは逆に、負荷の軽い左舷主軸を、毎分1,200回転への増速遊星歯車を介して発電機室までのばし、常時直結の主軸駆動発電機が設置された。これにより3台の主発電機 は津軽丸型とは逆に右舷寄りに設置された。
渡島丸型はディーゼル船ではあるが、津軽丸型同様、暖房給湯、係船機械類の凍結防止その他雑用に用いる蒸気を供給する補助ボイラー（クレイトンWO-100型）2缶を第2補機室に設置していたが、容量は津軽丸型の半分程度であった。

### 運航
1968年（昭和43年）10月1日ダイヤ改正から、1日2.5往復できる津軽丸型は2隻5往復の運用を3組とし、それぞれ、甲・乙・丙系統として計15往復が設定され、年中無休で運航された。このうち乙系統は甲系統の25分後を続行し、丙系統はそのあと2時間10分後を単独運航していた。1969年（昭和44年）10月1日のダイヤ改正の当日、津軽丸型と同じ1日2.5往復運航できる渡島丸（2代）が就航し、丙系統の約25分後を、余った津軽丸型と組んで後追いする3時間50分運航の貨物便5往復が設定され、26往復（最大28往復）運航となった。北海道の農産物出荷時期である秋冬繁忙期の同年11月12日から11月24日まで、津軽丸型6隻で15往復、余った津軽丸型1隻と渡島丸（2代）で上記の5往復、ここまでが3時間50分運航便で、檜山丸型2隻、石狩丸（2代目）、さらに引退間際の蒸気タービン船十勝丸（初代）の4隻もフル稼働8往復して、青函航路初の28往復運航を行った。その後、さらに渡島丸型の2隻が順次就航し、1972年（昭和47年）3月からは28往復（最大30往復）が設定され、同年秋冬繁忙期の10月6日から31日まで津軽丸型7隻と渡島丸型1隻の計8隻フル稼働20往復、渡島丸型2隻と檜山丸型2隻、石狩丸（2代目）の計5隻で10往復して、青函航路初の30往復運航が行われた。
貨物輸送量は1971年（昭和46年）に855万トン に達したが、翌1972年（昭和47年）には、増便にもかかわらず808万トンとやや減少した。それでも上下とも貨物輸送制限はなお継続中であった。しかし1973年（昭和48年）秋には第1次オイルショックによる景気低迷もあり697万トンと大幅に減少していた。

### 十勝丸機関室火災事故
竣工からわずか4ヵ月の新造船十勝丸（2代）は、1970年（昭和45年）10月26日、68便（4時間30分運航便）として20時45分函館第3岸壁を出航、21時50分頃総括制御室で監視業務中、第2主機室の火災表示と警報あり、係員が直ちに現場へ急行した。右舷4号主機械第5、6シリンダー付近より出火しており、最寄りの消火器で初期消火に努め、全主機械停止ならびに燃料・通風一斉停止したが火勢強く、第2主機室密閉のうえ、同室の泡消火器を発動し、さらに車両甲板スプリンクラー放水で冷却。23時00分消火確認後徐々に密閉を解除して室温を下げ、焼損状況調査にて自力航行可能と判明したため、大間灯台より313度　3.5海里より第1主機室の主機械4台にて運航し、27日1時41分函館第4岸壁に着岸した。漂流は3時間に及んだ。
原因は右舷4号主機械L列第5シリンダーの燃料弁冷却油入口管折損部から冷却油（軽油）が霧状に噴出し、高温の排気管等に触れて炎上したもので、当該管は本来継目無鋼管を用いるべきところ、溶接部に未溶着部分のある粗悪な電縫鋼管が用いられ、エンジンの振動がこの管の不良個所に応力集中して折損したと推定された。
十勝丸（2代）は応急修理の後、10月27日20時45分発の68便より復帰し、以後11月3日の函館第3岸壁19時40分着の63便まで1日2往復の4時間30分運航を行い、11月4日、本格修理のため函館ドックへ入場した。

#### 固定式炭酸ガス消火装置の導入
渡島丸型の機関室には、津軽丸型同様、油ビルジへの引火を考慮して、発電機室、第1主機室、第2主機室、第2補機室の4区画に、操舵室から遠隔操作できる固定式泡消火装置が設置され、炭酸ガスを多く含む泡を噴射して窒息消火するはずであった。しかし、この泡は船底からせいぜい10数センチ程度しか覆うことができず、この事故のような主機械頂部から出火には無力であった。
また当時、これに類似する機関室火災も発生しており、国鉄ではその対策として、密閉された機関室内の空気中の酸素を急速に排除して窒息消火し、かつ液化炭酸ガス気化時の断熱冷却による消火効果もあって、消火時間の短い固定式炭酸ガス消火装置をこれら4区画に追加装備した。

#### 可燃性ガス警報装置の開発と設置
しかし、青函連絡船では、その後も大事には至らない機関室発煙トラブルは続き、また1973年（昭和48年）5月19日には四国中央フェリーボートのカーフェリー「せとうち」（950.59総トン）で、機関室で噴出した潤滑油が排気管に接触して発火炎上し、初期消火不可能な状態で、直ちに機関室密閉すべきところその時期を逸し、火災が船全体に拡大し沈没に至るという事件が発生、機関室火災の恐ろしさを印象付けた。十勝丸（2代）の火災事故では、イオン式火災感知器の警報で直ちに現場に駆け付けたが、初期消火不可能な状態であった。機関室内へはエンジン運転のため新鮮空気が大量に送り込まれているため気流状態は複雑で、煙がうまくイオン式火災感知器の方へ流れて行かないこともある。このため、国鉄では主機械および主発電機周辺の異常事態を早期に的確に検知するため、半導体素子を用いた発火する前の可燃性ガスを検知する“可燃性ガス警報装置”を開発し、その検知部を主機械、主発電機の頂部に近接して設置した。本装置は1978年（昭和53年）度、青函、宇高の全連絡船に取り付けられた。

## 渡島丸型第4船以降の建造の経緯
洞爺丸事件後建造された車両渡船空知丸（初代）、檜山丸（初代）、石狩丸（2代）の3隻も、1973年（昭和48年）秋の第1次オイルショックの頃には、船齢20年に近づきつつあった。一方、青函トンネルは1971年（昭和46年）11月に本坑の掘削が着工されており、開通見込みは、その当時1978年（昭和53年）度とされていた。トンネル開通後の青函連絡船の存廃は未定であったが、いずれにせよ、それまでは、青函連絡船として客貨輸送を全うしなければならず、これら3隻を時期不明確なトンネル開通時まで運航し続けることは非現実的であった。そして当時の関係者の多くは、1971年（昭和46年）以降の貨物輸送量減少は一時的なもので、輸送需要回復時には速やかにこれに対応できる体制を整えておくべき、と考え、渡島丸型全6隻就航の暁には、函館第2岸壁にも渡島丸型を発着させ、上り3本、下り4本の3時間45分運航便、函館3回、青森10回の50分折り返しを含む、12隻30往復、1隻2往復の計32往復運航実現に向けた検討に入っていた。
1974年（昭和49年）5月21日に空知丸（初代）、檜山丸（初代）、石狩丸（2代）の3隻の代替船建造が運輸大臣に申請され、1974年（昭和49年）7月31日に函館ドックへ、1974年（昭和49年）8月30日に三菱重工へ、そして1975年（昭和50年）8月26日に日立造船へ、各代替船の建造が発注された。

## 渡島丸型　空知丸、檜山丸、石狩丸の概要
渡島丸型第4船から第6船までの3隻は、1976年（昭和51年）から1977年（昭和52年）にかけて、旧船と同名の新造船として建造された。約6年の空白期間をおいての建造で、アンカーリセスを復活させ、船楼甲板の甲板室外板に溝形プレスを施した薄鋼板“ハット・プレート”（コルゲートプレート）を多用し、外舷下部色を赤（5R4/14）、外舷上部と甲板室をうすい桜色（2.5RP9/1）とし、煙突を石狩丸（2代）の外舷色と同じ藍色（2.5PB2.5/7）、後部煙突兼マストの下半分を外舷上部と同じうすい桜色（2.5RP9/1）とする等の変化はあったが、外観上前3隻と大きな相違はなかった。3隻識別のため、後部煙突兼マストの上半分を、空知丸（2代）では黒（N-1.5）、檜山丸（2代）では下半分と同じうすい桜色（2.5RP9/1）、石狩丸（3代）では外舷下部と同じ赤（5R4/14）とした。

### 機関部
最大の相違点は搭載した主機械とその周辺機器で、前3隻の主機械はいずれも国産ながら外国メーカーライセンス品であったが、当時すでに三井造船では当該機種の製造は終了しており、川崎重工の当該機種も少数製造となっていたため、第4船の空知丸（2代）以降の主機械には、1974年（昭和49年）建造の宇高連絡船 讃岐丸（2代）ほか、既に多くの中型フェリーで実績のあったダイハツディーゼル製の6DSM-26を大型化した、立型単動トランクピストン過給機付ディーゼル機関　ダイハツ6DSM-32（シリンダー口径32cm、行程38cm、定格出力1,600馬力、毎分600回転）が、従来同様　8台のマルチプルエンジンで搭載された。
津軽丸型建造当時は、ディーゼルエンジンの出力を減速歯車に伝達する場合、歯車に対するディーゼルエンジンの変動トルクを吸収する目的で流体継手が用いられ、さらに流体継手は作動油の出し入れによりクラッチとしても使えたため、津軽丸型から、渡島丸型第3船の十勝丸（2代）までの10隻で、このクラッチ機能を持つ流体継手が採用されてきた。
しかし1960年代後半（昭和40年代前半）になると、変動トルクを吸収できるゴムや金属バネを用いた高弾性継手の登場や、焼結合金技術の進歩による湿式油圧多板クラッチの信頼性向上もあり、以後建造の多くのフェリーや一般商船で、これらが採用されるようになっていた。この湿式油圧多板クラッチは流体継手に比べ、必要とするクラッチ嵌脱用補機も小さく、流体継手にある約2%の伝達損失もない等の利点があり、国鉄では1974年（昭和49年）建造の宇高連絡船 讃岐丸（2代）で、高弾性継手と湿式油圧多板クラッチを使用したマルチプルエンジンシステムを採用し、渡島丸型第4船空知丸（2代）以降でもこの方式が採用された。
上記の十勝丸火災事故の教訓から、渡島丸型前3隻には、既に固定式炭酸ガス消火装置が同区画に追加装備されており、空知丸（2代）以降の3隻では、固定式炭酸ガス消火装置のみ同区画に装備し、炭酸ガスボンベは発電機室水密区画の船首側に隣接したボイドスペース内に設置し、この区画をCO2消火装置室と称した。
また、機関部を中心とした、遠隔制御・自動制御の分野では、かつては、真空管やトランジスタが多用されていたが、これら3隻建造時は、既にLSI（大規模集積回路）の時代になっていた。ただ、主発電機ならびに主軸駆動発電機は、当時既にブラシレス励磁方式が普及しつつあったが、従来からの自励式同期発電機が採用された。
晩年には燃料節減のためエンジン4台ないし5台での運航が行なわれていたが、空知丸（2代）、檜山丸（2代）、石狩丸（3代）の3隻は津軽丸型および渡島丸型の前3船より燃費が良かった。

### 衝突予防装置（CAS101）の装備
衝突予防装置（レーダー情報処理装置）CAS101（Collision Avoidance System-通称「キャス」）が装備されたのも、この空知丸（2代）からであった。この装置は、レーダー（通常は第1レーダー）および自船の針路、対水速力情報をもとに、手動で選択した周辺の20隻までの船の針路と速力を計算し、各船の針路、速力および自船との衝突危険範囲をレーダー画面上にベクトル表示し、危険範囲にターゲットが入る場合にはアラームを鳴らすこともできる装置であった。CASの導入により、航海当直の負荷が大幅に軽減され、横切り船の避航などに幅広く活用された。なお、このレーダー情報処理装置は1979年（昭和54年）3月までに、当時係船されていた渡島丸を除く、運航中の全船に順次装備された。レーダースキャナーは第1レーダー、第2レーダーとも新造時よりスロット型となっていた。
また、ジャイロパイロットの舵輪が従来よりやや小ぶりなハンドルとなり、ジャイロパイロット本体に外付けされていたジャイロコンパスの拡大指示器も小さな直線型となり、本体上に張り付いた形になった。

### シンボルマーク
1977年（昭和52年）3月7日、初めての国営青函連絡船として、比羅夫丸が就航した1908年（明治41年）3月7日から70年目ということで、当時就航中の13隻の連絡船のシンボルマークが作成され、津軽丸型客載車両渡船では、順次船体に取り付けられたが、車両渡船であった渡島丸型各船では、船体への取り付けはなく、旅客の目に触れることはなかった。しかし1982年（昭和57年）の石狩丸（3代）と檜山丸（2代）の客載車両渡船改造時に、この2隻では、両側外舷上部と新設甲板室屋上の遊歩甲板（航海甲板相当）前方中央の階段室後壁に取り付けられた。
- 渡島丸：神への賛美・トラピスト
- 日高丸：日高路の駿馬
- 十勝丸：ワインの香り・十勝
- 空知丸：初夏の香り・すずらん
- 檜山丸：江差のかもめ
- 石狩丸：石狩川の鮭[95]
- 全船の統一マーク：救命ブイとイルカ

## 渡島丸型全船就航以降の青函航路
渡島丸型車両渡船の前3隻が青函航路の増大する貨物輸送需要に追いつくための建造なら、後3隻は貨物輸送量の更なる増大を予想しての建造で、最終の石狩丸（3代）が1977年（昭和52年）5月に就航し、下り片道輸送力は488万トンにまで増強された。しかし青函航路の貨物輸送量は1971年（昭和46年）の往復855万トンをピークに、1973年（昭和48年）の第1次オイルショック以降は坂道を転がり落ちるように激減し、1977年 （昭和52年）には502万トンと1960年 （昭和35年）のレベルまで落ち込んでしまい、その後も減少傾向が続いた。
このため、渡島丸型では最古参の渡島丸（2代）が 1978年 （昭和53年）9月30日青森第3岸壁22時05分発、函館第3岸壁10月1日2時05分着の275便で運航後、10月2日より函館ドックに係船された。まだ船齢9年という新しさであった。国鉄では、何度か売却を試みたものの不調に終わり、ようやく1984年（昭和59年）8月22日住友商事に売却され、その後、摩周丸（2代）火災事故の検証のため、船室の燃焼試験が行われ、1985年（昭和60年）函館どつくで解体された。さらに、2番目に古い日高丸（2代）も1980年 （昭和55年）9月30日青森第3岸壁10時25分発、函館第3岸壁14時55分着の73便運航後、10月1日より函館ドックに一旦係船された。
一方青函トンネル掘削工事も難航し1976年 （昭和51年）5月6日の出水事故 もあり、開通予定は大幅遅延し、1980年 （昭和55年）1月の運輸大臣談話では、実際の開業時期は1984年（昭和59年）度とのことであった。

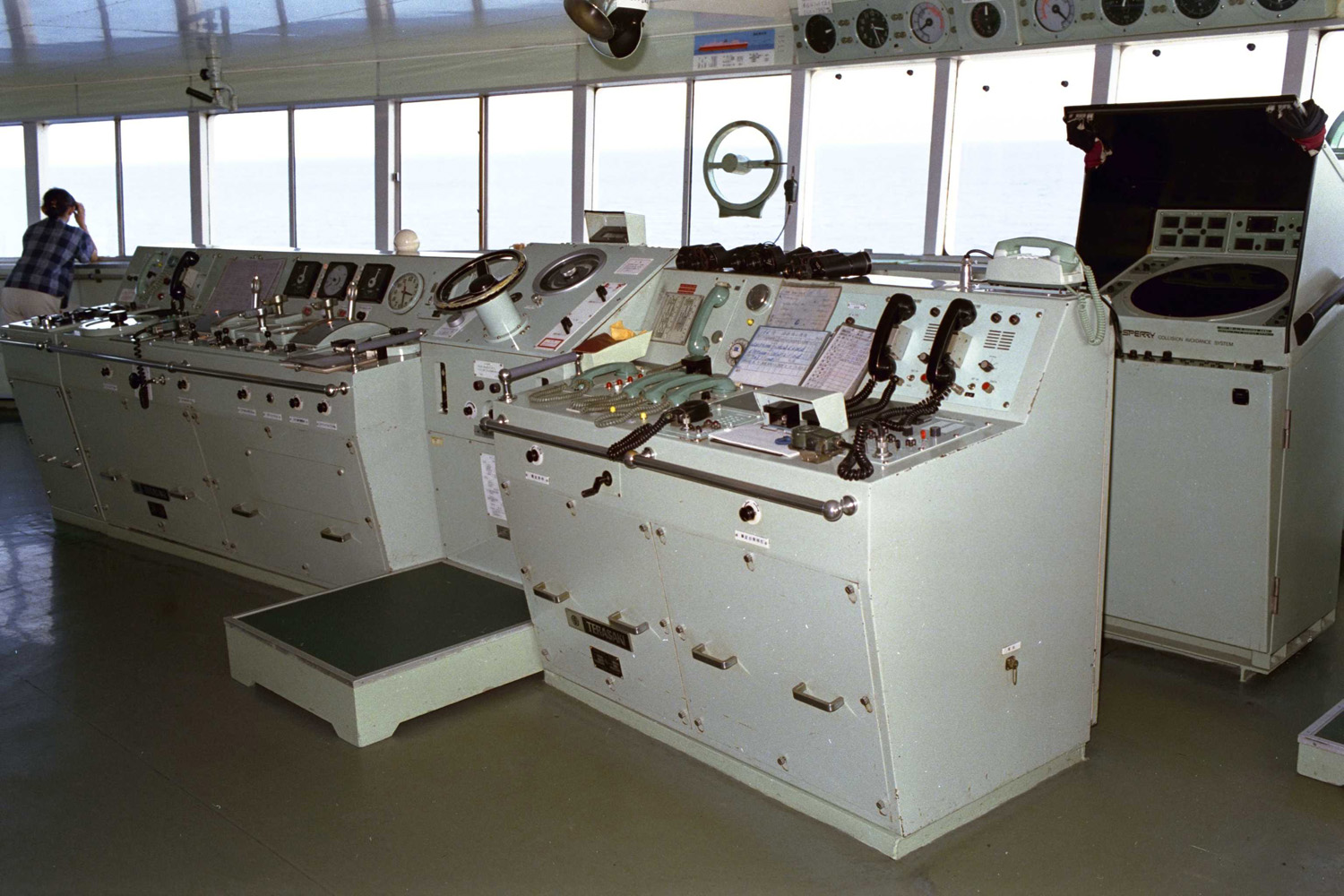
檜山丸　操舵室　舵輪が前3隻に比べ小さくなり、ジャイロコンパスの拡大指示器も外付けタイプからジャイロパイロット本体上に張り付いた直線型になった。写真右側のレーダー指示器がCASで、日中でも完全遮蔽のフードをかけずに使用できるようになった。この写真は客載車両渡船化後の撮影のため、プロペラ制御盤の左側にはフィンスタビライザー制御盤が増設されている。154便。1983年8月1日

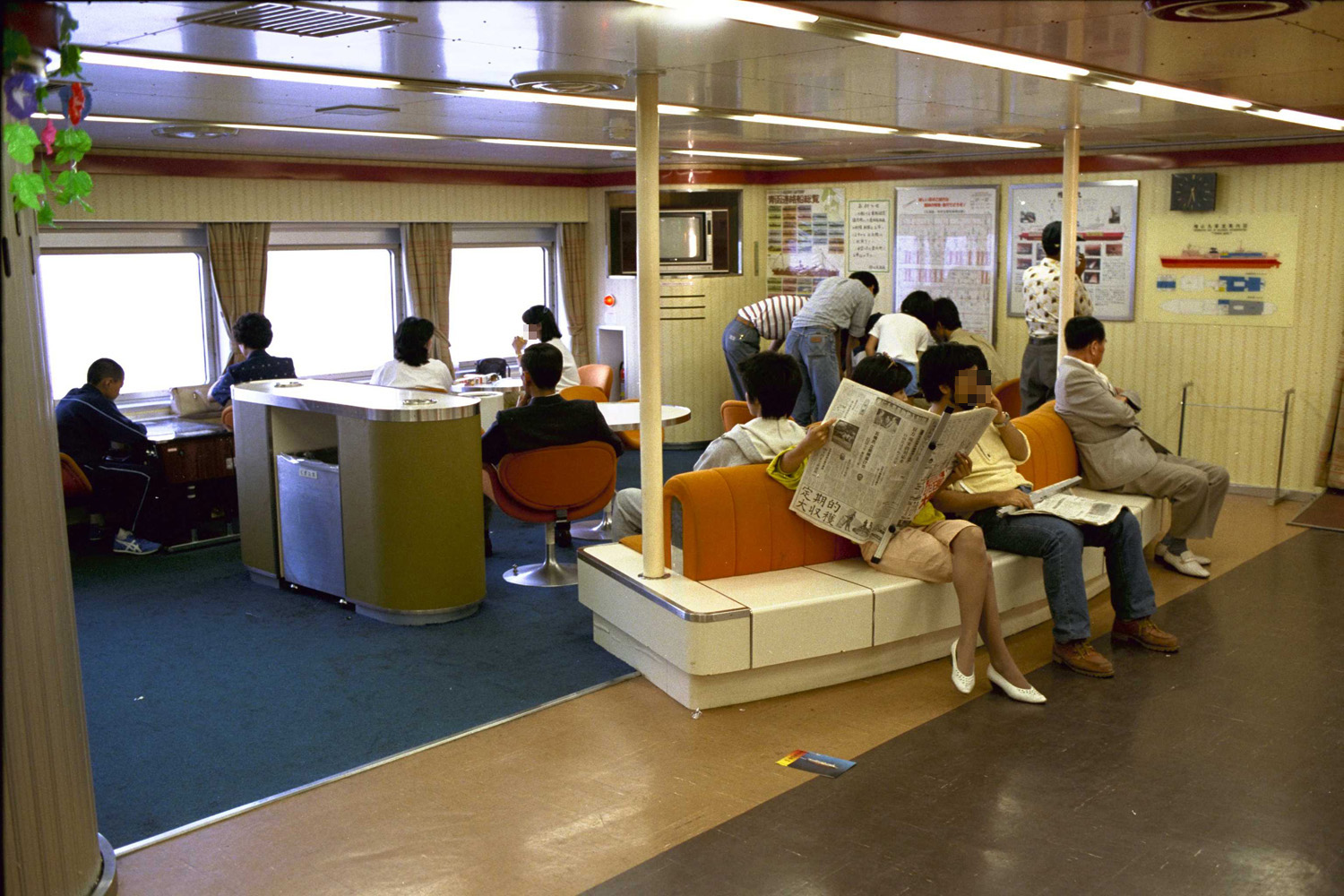
檜山丸　出入口広間のロビー　左舷側に窓が4個あり、この写真では、そのうちの前側3個が写っている。写真左端には売店の閉じられたシャッターが写っている。写真右端のわずかに見えるカーテン部分の出入口を出て左折すると旅客乗船口に至った。右側視野外には案内所があった。この便は函館2岸14時35分発　青森1岸18時25分着の154便で通常は鉄道車両航送と乗用車航送のみの貨物便であったが、1983年夏は7月30日から8月16日まで旅客扱いが行われた。1983年8月1日

この状況下で、津軽丸型も1982年 （昭和57年）には、初期の船は一応の耐用年数の18年に達することとなった。これは国鉄の財産管理上の基準年数で、必ずしも物理的なものではなく、実際過去にも20年以上稼働した船は多数あるが、老朽化とともに維持費も増大するため、津軽丸型のうち、係船機械やヒーリングポンプ、可変ピッチプロペラ等が他船と異なった 津軽丸（2代）と松前丸（2代）を引退させ、残る5隻については、1981年 （昭和56年）から各船順次延命工事を施行して継続使用することとした。

### 石狩丸・檜山丸の客載車両渡船化
旅客輸送量も1973年（昭和48年）の499万人をピークに以後激減し、1981年（昭和56年）には248万人まで半減していた。しかし利用客の集中する深夜便は、多客時には依然津軽丸型 1隻では運びきれず、従来通り続行便が必要であった。このため客載車両渡船7隻による甲・乙・丙3系統が維持できるよう、引退する2隻の津軽丸型の代替船建造が必要であった。とはいえ旅客数の減少を考慮すると、定員1,286名の津軽丸型で運航される乙系統に25分先行する、補助客便としての甲系統限定なら、旅客定員は特急列車1本分に地元客を加えた500～600名程度あれば十分であり、さらに当時青函トンネルの開通が数年後に迫っており、建造費80億円の新造船建造は非現実的で、結局8～9億円で可能な現有車両渡船への甲板室造設案が採用された。なお乗用車航送は依然需要が見込めたため、津軽丸型よりも多い20台積載とし、旅客定員は650名となった。これにより、渡島丸型で最も新しい石狩丸（3代）と檜山丸（2代）の2隻が選ばれ、前部煙突より後方の船楼甲板上に2層の甲板室を造設し、上記要求を満たす客載車両渡船とした。
渡島丸型ではもともと、船楼甲板後部消音器室前後に広大なスペースがあり、国鉄5トン積みコンテナを50個積載する計画があったため、この重量（コンテナ重量も含め約300トン）に配置的にも重量的にも耐えられるよう設計されていた。しかしこの想定重量では通常は定員500名程度が限度とされていたが、船楼甲板上に前部煙突直下から船尾係船作業場直前に至る、総2階建甲板室を、薄鋼板を多用することで、その重量を約240トンに抑え、旅客定員650名と乗用車20台の積載を達成できた。しかしグリーン船室や旅客用食堂のないモノクラスの簡素な造りであった。なお、この甲板室造設による重量増加に伴い、損傷時の安全確保のため、船尾タンクとその前隣の船尾トリミングタンクの間の隔壁を3.5m船首側へ移動して船尾トリミングタンクを縮小した。
石狩丸（3代）は1982年（昭和57年）1月6日、この工事のため函館ドックへ入場し3月17日竣工した。3月26日には函館第3岸壁6時55分発、青森第1岸壁10時45分着の試運航7002便で青森第1岸壁へ初めて着岸した。同岸壁で可動橋接合試験と一般公開を行った後、折り返し同岸壁13時00分発、函館第4岸壁17時00分着の試運航7001便で函館へ戻った。3月29日には10時50分から12時50分まで、こちらも初着岸となる函館第2岸壁で可動橋接合試験を施行した。3月31日、函館第4岸壁19時15分発、青森第1岸壁23時05分着の貨物便の166便から再就航し、この折り返し4月1日0時10分発、函館第2岸壁4時00分着の11便から旅客扱いを開始した。この工事中の1982年（昭和57年）3月4日限りで津軽丸（2代）が終航し、また1980年（昭和55年）10月以来係船中であった日高丸（2代）は1982年（昭和57年）1月6日から3月3日まで函館ドックで法定検査工事を受け、3月4日函館第4岸壁14時10分発、青森第3岸壁18時00分着の52便より復帰した。
檜山丸（2代）は1982年（昭和57年）7月5日、同じく函館ドックへ入場し、9月22日竣工し、9月24日函館第3岸壁6時55分発、青森第1岸壁10時45分着の試運航7002便で青森第1岸壁初着岸し可動橋接合試験を施行、折り返し13時00分発、函館第4岸壁17時00分着の試運航7001便で函館帰着。9月27日には10時46分から12時50分まで、函館第2岸壁へ初着岸し可動橋接合試験を行った。10月1日函館第2岸壁9時45分発、青森第1岸壁13時35分着の乗用車航送もする貨物便154便から再就航したが、一般旅客扱いの初便は10月2日青森第1岸壁0時10分発、函館第2岸壁4時00分着の11便であった。そして松前丸（2代）は11月12日ひっそりと引退して行った。

#### 船楼甲板

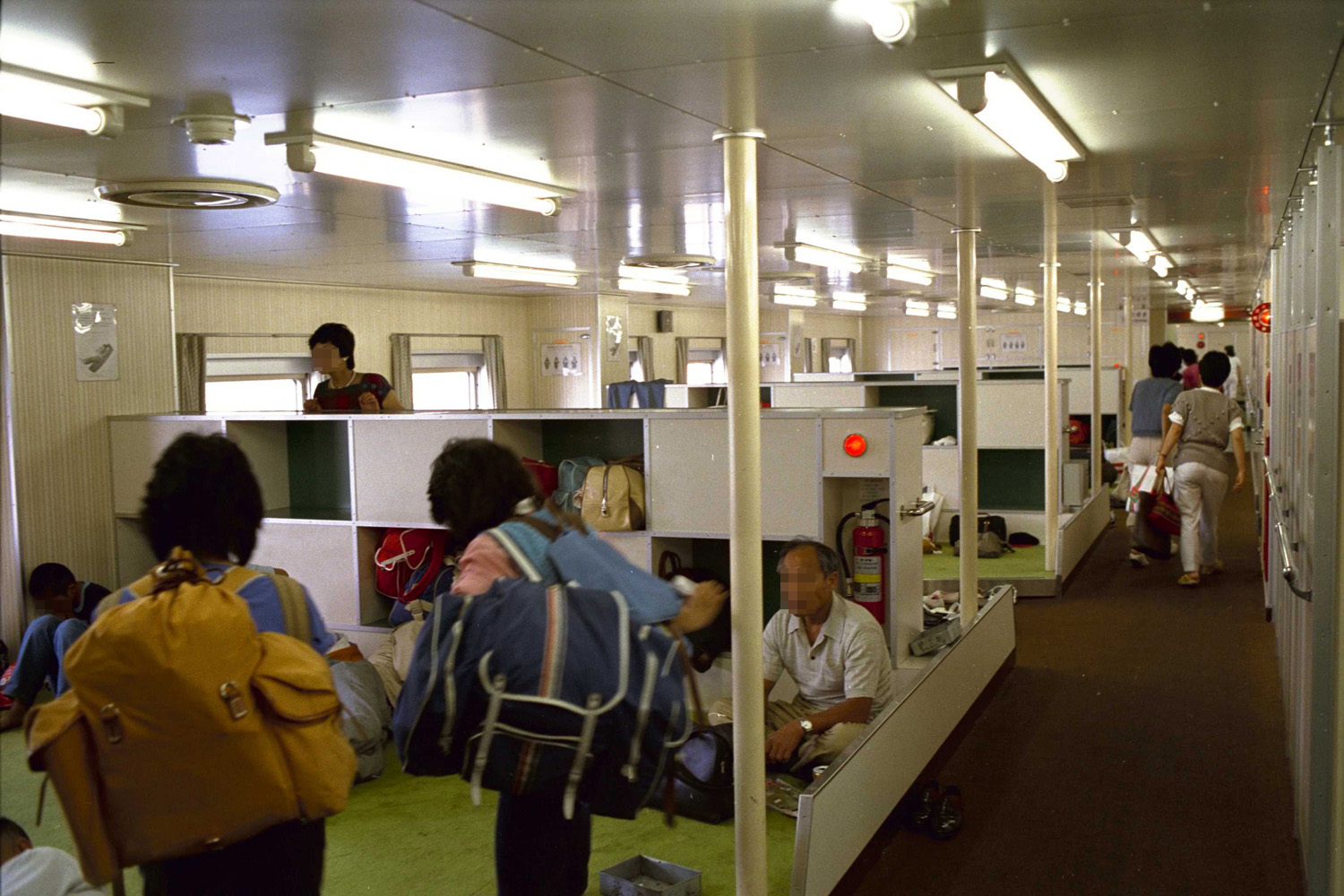
檜山丸　中央区画右舷雑居席。写真右の壁が消音器室囲壁。154便　1983年8月1日

新設の甲板室の1階に相当する船楼甲板部分は、その大部分が周囲を遮蔽された乗用車格納所区画に充てられた。後部煙突兼マスト下の後部消音器室囲壁両側に付設されていた機関整備員室と貨車添乗員室を撤去し、後部消音器室囲壁側面にも駐車スペースを作り、囲壁前方でも乗用車の両舷間通り抜け可能とし、両舷にはエアモーター駆動の横滑り式風雨密開閉扉を備えた舷門が設置され、乗用車がスムーズに乗降できる構造とした。乗用車積載数は20台であったが、1984年（昭和59年）7月7日からは船首側の空き部分にオートバイ11台の積載スペースを設け、乗用車も22台積載に増やされていた。天井には火災感知装置が設置され、スプリンクラーも装備されたほか、この区画の前後壁には工業用テレビカメラが設置され、2階（上部船楼甲板）の案内所で乗用車格納所内を常時モニターできた。乗用車格納所区画の船首側に隣接する区画には、右舷に定員40名のカーペット敷き雑居室が2部屋、左舷と船首側には機関整備員室、船員食堂厨房従業員居室、売店従業員居室、警乗員室が配置された。なおこれらのうち船員食堂厨房従業員は、改造前は従来からの甲板室の船楼甲板の船室を使用しており、空いたそれらの船室は、旅客扱いで増員された事務部員居室に充てられた。また左舷側にはトイレ、洗面所、シャワー室も設置され、この区画の中央部には2階の出入口広間へ上がる階段が設置されていた。左舷舷側は回廊状になり、ここに船員用乗船口が設けられたが、この位置は津軽丸型普通乗船口の船首側乗船口の位置であった。

#### 上部船楼甲板

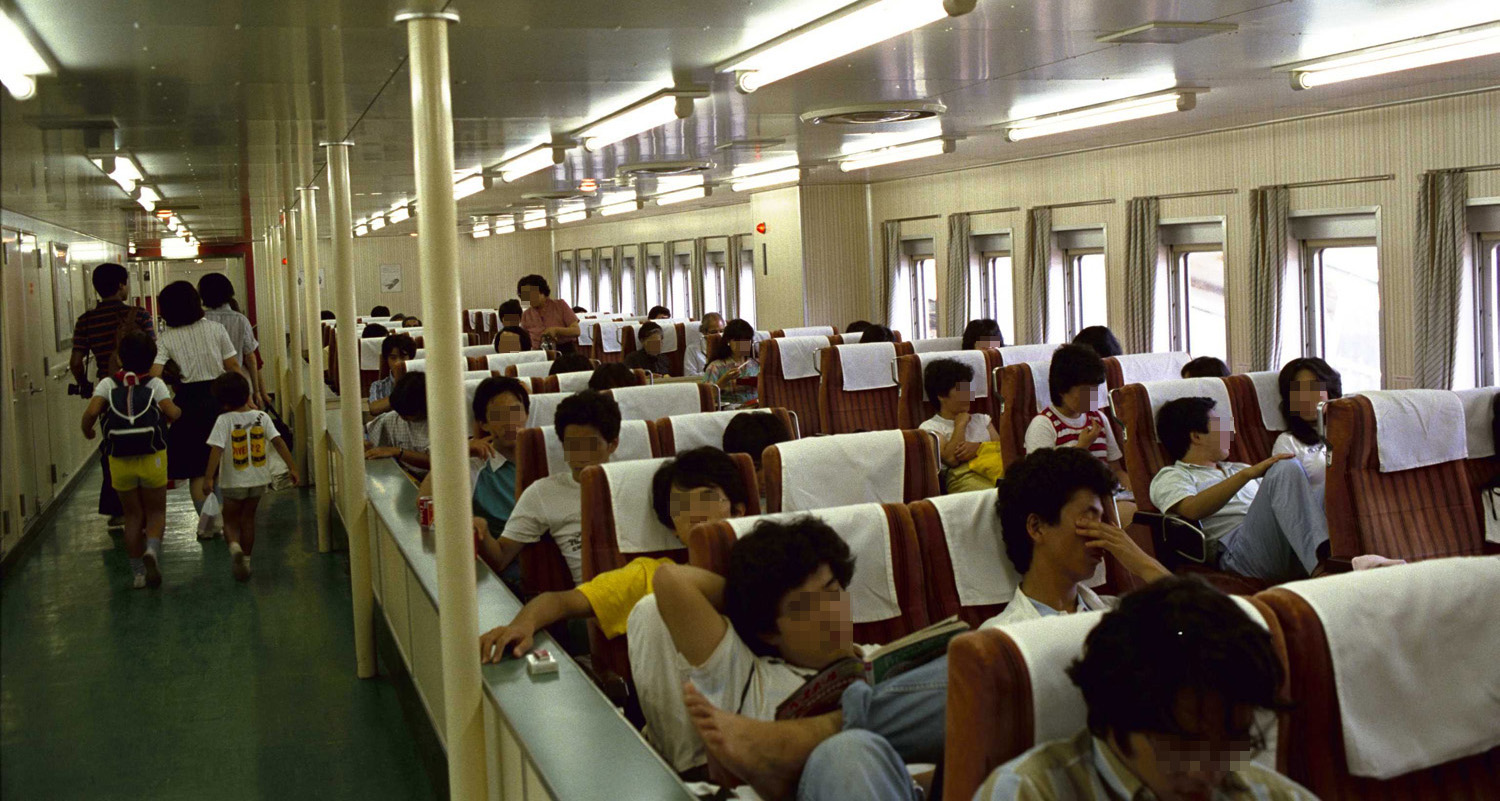
檜山丸　中央区画左舷椅子席。写真左の壁が幅広い消音器室囲壁で、後部区画へ続く広い通路確保のためもあり、中央区画の大部分で椅子席はリクライニングシートの2－2配置であった。154便　1983年8月1日

新設甲板室の2階相当の上部船楼甲板は、左舷側だけ、それも2階部分だけが4mほど船首側に突出しており、そこに乗船口が設けられた。これは、この型の船は普通船室だけのモノクラス制であったが、客室の大部分が津軽丸型ではグリーン船室のあった遊歩甲板の高さに相当する上部船楼甲板に配置されたため、乗船口を津軽丸型のグリーン乗船口の位置に合わせて、桟橋タラップを共用するためであった。なおこの突出部分の先は新設の前部消音器室2階部分につながっていた。この新設甲板室2階の上部船楼甲板は、この突出部分の乗船口も含め、前部、中央部、後部の3つの防火区画に分かれており、乗船口から出入口広間後壁までが前部区画であった。乗船口から入り、右折して船尾側へ進むと出入口広間で、その船首側には案内所が、左舷船尾側には売店が配置され、売店前左舷側は椅子とテーブルを備えたロビーで、右舷側には定員30名のカーペット敷き雑居室が2部屋あり、うち船首側の部屋は婦人席となっていた。
出入口広間から船尾側へ進むと、中央部区画で、この区画の中央部を前後方向に幅約5.3mの後部消音器室囲壁が占拠するため、この区画は右舷の雑居席と左舷の椅子席に分けられた。右舷雑居席は手荷物棚で仕切られたカーペット敷き雑居席が4区画、定員144名であった。津軽丸型の前部右舷雑居席に似ていたが、消音器室囲壁の幅が広いため通路の窓側にのみ雑居席が設けられた。

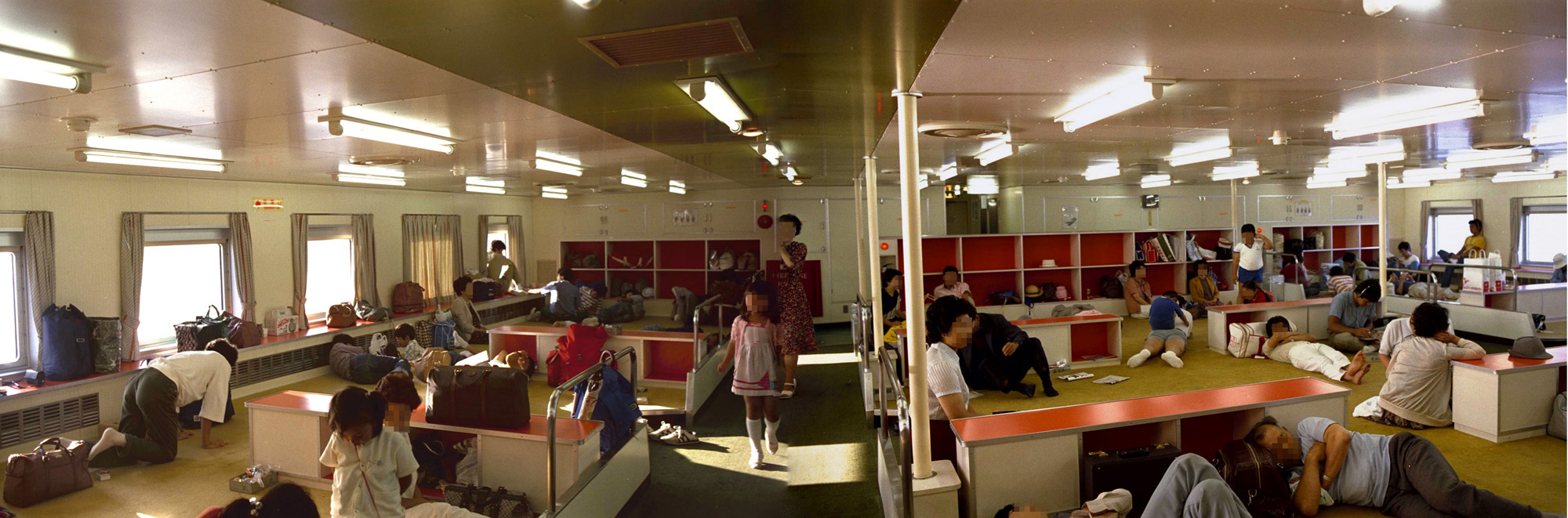
檜山丸　後部区画雑居席。船尾側に向けての撮影である。この部分には消音器室囲壁がないため両舷通しの大広間となった。奥の中央が洗面所・トイレの入り口で左舷側が男子用、右舷側が婦人用で、どちらでも使えるシャワー室もあった。真夏の夕方の南航便、右舷窓から西日が深く差しこみ、冷房の効いた雑居席では乗客が午睡をとっていた。154便　1983年8月1日

左舷椅子席も津軽丸型前部左舷椅子席に似ていたが、消音器室囲壁幅が広かったほか、この囲壁に沿って乗船口から後部区画へ通じる広い通路を確保しなければならなかったため、消音器室囲壁側面では、この通路と仕切る手荷物棚と甲板室の左舷舷側壁にはさまれた区画には2人掛けシートが2列、中通路2 – 2配置の列車スタイルの椅子配置となり、窓側19脚、内側17脚の72名となった。また消音器室囲壁前方の中央部に2人掛けシート横3列で前後4脚ずつ24名の計96名分の椅子席が設置された。左舷側の窓割りも津軽丸型に準じ、シートピッチに合わせた小窓19個となった。この当時新製中の在来線特急車両の普通席はリクライニングシートであったため、これらの椅子席も方向転換機能を省いた同等品が採用され、青函連絡船初の普通席リクライニングシートとなった。さらに船尾側へ進むと後部区画で、定員270名のカーペット敷き雑居席の大広間になっており、通路で左舷、中央、右舷の3区画に仕切られ、それぞれが低い手荷物棚で、さらに3区画ずつに不完全に仕切られた形は、津軽丸型の1980年（昭和55年）の後部椅子席撤去改装後の後部普通座席と似た造りであった。その後ろにトイレ、洗面所、シャワー室が設置されていた。

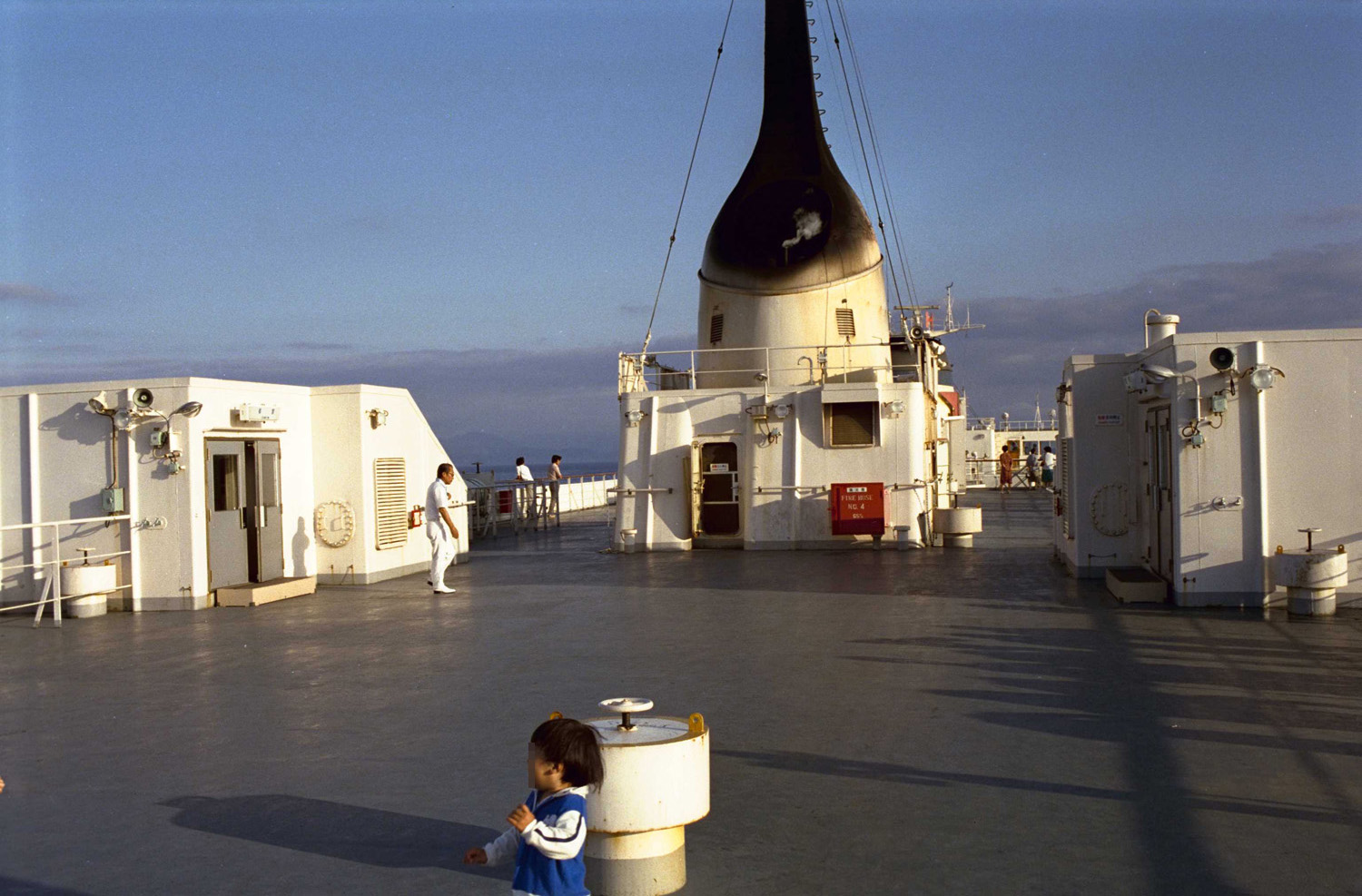
檜山丸　遊歩甲板。遊歩甲板船尾端から前方を撮影。はるか前方、同じ高さに操舵室が見えるが連続はしておらず、あちらは従来通り航海甲板と呼ばれた。遊歩甲板両側の階段室屋根は石狩丸との区別のため斜めに削られた形になっている。154便　1983年8月1日

#### 遊歩甲板
上部船楼甲板中央部区画の後端両側と前端中央部には、それぞれ新設甲板室屋上へ上る階段があり、この屋上遊歩スペースは操舵室のある航海甲板と同層であったが、つながっていなかったこともあり、遊歩甲板と称した。この、前部煙突の直後から、船尾係船作業場直前に至る、広大な遊歩スペースは、一般旅客に開放された一平面ものとしては青函連絡船最大の広さであった。

#### 前部煙突
新設甲板室のすぐ前の前部煙突は、それが載っていた前部消音器室の高さが1層から2層にかさ上げされ、前部煙突も1層分持ち上がった。この前部消音機室2階部分は新設甲板室2階左舷の突出部分とつながっていた。前部煙突は1層分上がったとはいえ、津軽丸型のそれに比べれば1層分低く、前部煙突のすぐ後ろに位置する新設甲板室屋上の遊歩スペースへの排煙の影響が懸念されたため、前部煙突上部前面に通風用の穴があけられた。なお、この新設の前部消音器室2階部分前側には、従来は旅客扱いしない車両渡船であったため設置されていなかった100馬力ディーゼルエンジン駆動の自動起動・自動停止の70kVA非常用発電機が津軽丸型同様設置され、後ろ側には第1空気調整室が設置された。

#### 後部煙突兼マスト
後部煙突兼マストも同様に1層分程度持ち上げられたが、遊歩甲板上に1層の後部消音器室を設けたため、見かけ上1層分短くなった。この遊歩甲板の後部消音器室前側には第2空気調整室が設置され、その下の上部船楼甲板の後部消音器室後ろ側には第3空気調整室が設置された。なお、後部煙突兼マストに設置されていた機関部品積卸し用デリックは、その使用頻度が低いため、甲板室造設時に廃止された。

#### フィンスタビライザー
横揺れ防止のフィンスタビライザーも装備された。この前年、十和田丸（2代）に装備されたものと同型の、後方折込式格納型スペリー・3Rで、翼長3.97m翼幅1.8mと十和田丸のものより30cmほど長いフィンをCO2消火装置室両舷船底彎曲部に装備し、荒天時には威力を発揮した。なお、フィンスタビライザーは高速航行時のみの使用で、専ら出入港時に使用されるバウスラスターとはその使用時間が重なることはないため、その電源にはバウスラスターの電源でもあり非常用電源でもある主軸駆動発電機が充てられた。

#### 客室冷房
車両渡船時代は、車両甲板下の総括制御室と航海甲板操舵室後ろ隣の電気機器室の2ヵ所のみ、電子機器保護目的でパッケージエアコンが装備され冷房完備であったが、その他の船室には冷房はなかった。しかし青函連絡船では、1966年（昭和41年）10月の車載客船十和田丸（初代）引退以降は、客室を持つ船は全て冷房完備の津軽丸型となっており、客室冷房は当然の流れとなっていた。このため、CO2消火装置室に30kWの電動式水冷却ユニット2台を設置し、ここから上記3ヵ所の空気調整室の冷却コイルへ冷却水を送って冷風を作り、ダクトで客室内へ送風するセントラル冷房方式の冷房装置が設置された。なお、暖房時はボイラーから各空気調整室の加熱コイルへ蒸気を送って温風をダクトで送風するほか、客室内ラジエーターへの蒸気供給による暖房も併用された。

#### 救命設備
従来は定員6名のFRP製救助艇1隻が右舷船楼甲板前部消音器室横のボートダビットに懸架されていたが、救命艇としては25名乗り膨張式救命いかだ4隻が搭載されていた。旅客扱いがなかったため、乗船者は全員元気で船楼甲板から海面へ投下されたボートへは網梯子を使用して降下することになっていた。客載車両渡船化に伴い、多数の一般客を乗せることになり、海面への旅客用降下装置の追加装備が必要となった。このため、津軽丸型に装備されていたすべり台式類似の10.5m膨張式シューター　1基が救助艇とは逆の左舷船楼甲板前部消音器室横に装備され、さらに13mスパイラル式降下装置が遊歩甲板左舷後部階段出口前側舷側と前部階段出口近くの右舷舷側に計2基が装備された。これは遊歩甲板から海面上にナイロン製の筒を垂らし、その中をらせん状に降下して下端に浮かんだプラットホームに降りる構造で、膨張式救命いかだは25名乗り33隻に増強された。

#### 汚物処理装置
最大搭載人員増加に伴い、汚物処理装置2セットが搭載された。船楼甲板の客室、その他の乗船者室（機関整備員室や船員食堂厨房従業員居室等）隣接のトイレ、および従来からの甲板室の船員用トイレからの汚物処理装置がCO2消火装置室の一つ船首側の水密区画の第二甲板船首倉庫に、上部船楼甲板後部のトイレからの汚物処理装置が第3補機室中段に搭載された。これらは自動粉砕排出式、カッター付汚物ポンプ120リットル/分を各2台備え、貯蔵タンク容量は前部が2.2 m3、後部が3.2 m3であった。

#### 外観・その他
両船とも、船体塗色に変化はなく、後部煙突兼マスト上半分の識別塗色も、石狩丸（3代）が赤（5R4/14）、檜山丸（2代）がうすい桜色（2.5RP9/1）のままであった。このほか、識別のため、遊歩甲板への両舷の階段出口の形が、側面から見て、石狩丸（3代）では長方形であったのに対し、檜山丸（2代）では船首側が斜面になった台形であった。
なお国鉄では、この2隻を「石狩丸型」と称したが、かつて1946年（昭和21年）建造の石狩丸（初代）を筆頭とするH型船3隻も「石狩丸型」と呼称したことがあった。
また、石狩丸（3代）の客載車両渡船改造就航後、津軽丸型に比べ、ドライブプロペラ（出航前の主軸回転開始指令）後の客室の騒音振動の大きいことが判明したため、続く檜山丸（2代）の改造工事では、補強用の鋼材を組んだ上に甲板室を載せ、客室床下に10ミリの弾力ゴムを敷く対策がなされた。

### 石狩丸型の運航
乗用車航送のため、従来は“出入禁止”であった青森第1岸壁、函館第2岸壁を使用することになった。しかし、津軽丸型では乗用車を遊歩甲板に積載していたのに対し、石狩丸型では、それより1層低い船楼甲板への積載のため、両岸壁とも既設の乗用車乗降設備が使えず、青森第1岸壁では斜路を、函館第2岸壁ではエレベーターを石狩丸型用に新設したほか、函館第2岸壁は沖側へ17m延長して165mとした。また、青森第1岸壁着岸時の操船海面確保のため、青森港旧北防波堤の西側30m分の撤去も行われた。運用は乗用車航送可能な、青森第1岸壁と函館第2岸壁を使用する甲系統に充当され、この2隻で1日5往復し、全便で鉄道車両航送が、ほとんどの便で乗用車航送が行われたが、定期の旅客扱いは、深夜の続行便の先発便（11便、12便　1982年（昭和57年）11月15日のダイヤ改正以降は101便、102便）のみであった。しかし多客期はその他の便でも旅客扱いが行われた。なお乗用車航送便でかつ旅客扱い便に限り、鉄道車両積載数はワム換算50両に制限された。

### 日高丸、十勝丸引退と有川桟橋廃止
“国鉄改革”の一環としての1984年（昭和59年）2月1日のダイヤ改正では、貨物列車の大幅削減が断行され、青函連絡船でも貨物便が削減され、それまでの最大22往復から同20往復となった。これにより日高丸（2代）は青森第3岸壁1月31日12時45分発、函館第4岸壁16時35分着の273便で終航となり、十勝丸（2代）も青森第3岸壁17時25分発、函館第3岸壁21時10分着の263便で終航となり、両船はそれぞれ着岸した岸壁でそのまま係船され、その岸壁が所属する有川桟橋も2月1日付けで廃止された。日高丸（2代）は1987年（昭和62年）2月4日、セブン商事に売却され2月28日解体のため韓国へ向け曳航されて函館を発ち、十勝丸（2代）も2月4日、日商岩井に売却され3月8日、解体のため台湾へ向け曳航され函館を離れた。

### 青函トンネル開業と青函航路廃止
1984年（昭和59年）2月1日のダイヤ改正後は、空知丸（2代）は唯一の車両渡船となったが、有川桟橋廃止にともない、これまで着岸経験のなかった函館第1、第2岸壁への着岸が要求され、2月3日には両岸壁での可動橋接合試験が行われた。通常は岸壁長165mと長い函館第2岸壁に着岸するが、ここには乗用車乗降設備があり、乗用車航送繁忙期には甲系統、丙系統の乗用車航送便と競合するため、岸壁長125mと船体長より20mも短い函館第1岸壁への着岸を余儀なくされた。また就航中は50番台の便に充当され、しばしば危険物積載貨車航送を受け持った。このダイヤ改正から、主として石狩丸型客載車両渡船2隻で運航された甲系統の定期旅客扱い便101便、102便が不定期旅客扱い便となり、甲系統での定期旅客扱い便は消失したが、従来通り多客時には随時臨時旅客扱い便が運航された。
国鉄最後となる1986年（昭和61年）11月1日のダイヤ改正では、さらに1往復の貨物便削減があり、最大19往復となったが、減船はなく、3隻とも1988年（昭和63年）3月13日の青函航路最終日まで運航された。空知丸（2代）は青森第3岸壁3月12日22時20分発、函館第2岸壁3月13日2時10分着の53便で終航となり、3時05分沖出し後、函館第4岸壁に係船された。
石狩丸（3代）は下り最終の7便八甲田丸の25分前を行く臨時8011便として青森第1岸壁16時40分発、函館第2岸壁20時30分着で終航となった。この便は旅客扱いおよび乗用車航送便で、下り最終の乗用車航送便となった。その後21時25分沖出し、3月15日7時より函館第2岸壁に係船された。
檜山丸（2代）は青森第1岸壁3月13日0時05分発、函館第2岸壁4時00分着の101便で旅客扱い、乗用車航送、ならびに下り最終の鉄道車両航送を行い、その後150便、153便と旅客扱いおよび乗用車航送便として運航し、上り最終の22便羊蹄丸（2代）の25分前を行く臨時8010便として函館第2岸壁16時40分発、青森第1岸壁20時30分着で終航となった。この便は旅客扱いおよび乗用車航送便で、上り最終の乗用車航送便となった。その後折り返し21時25分発、函館港内3月14日1時20分着の5003便で回航され沖錨泊、3月14日11時25分から15時03分まで函館第2岸壁に着岸し、以後港内錨泊で係船された。これら3隻はその後売却された。

## 青函航路終航後
空知丸、檜山丸、石狩丸の3隻は最終的には、いずれも日本国外へ売却された。

### 空知丸

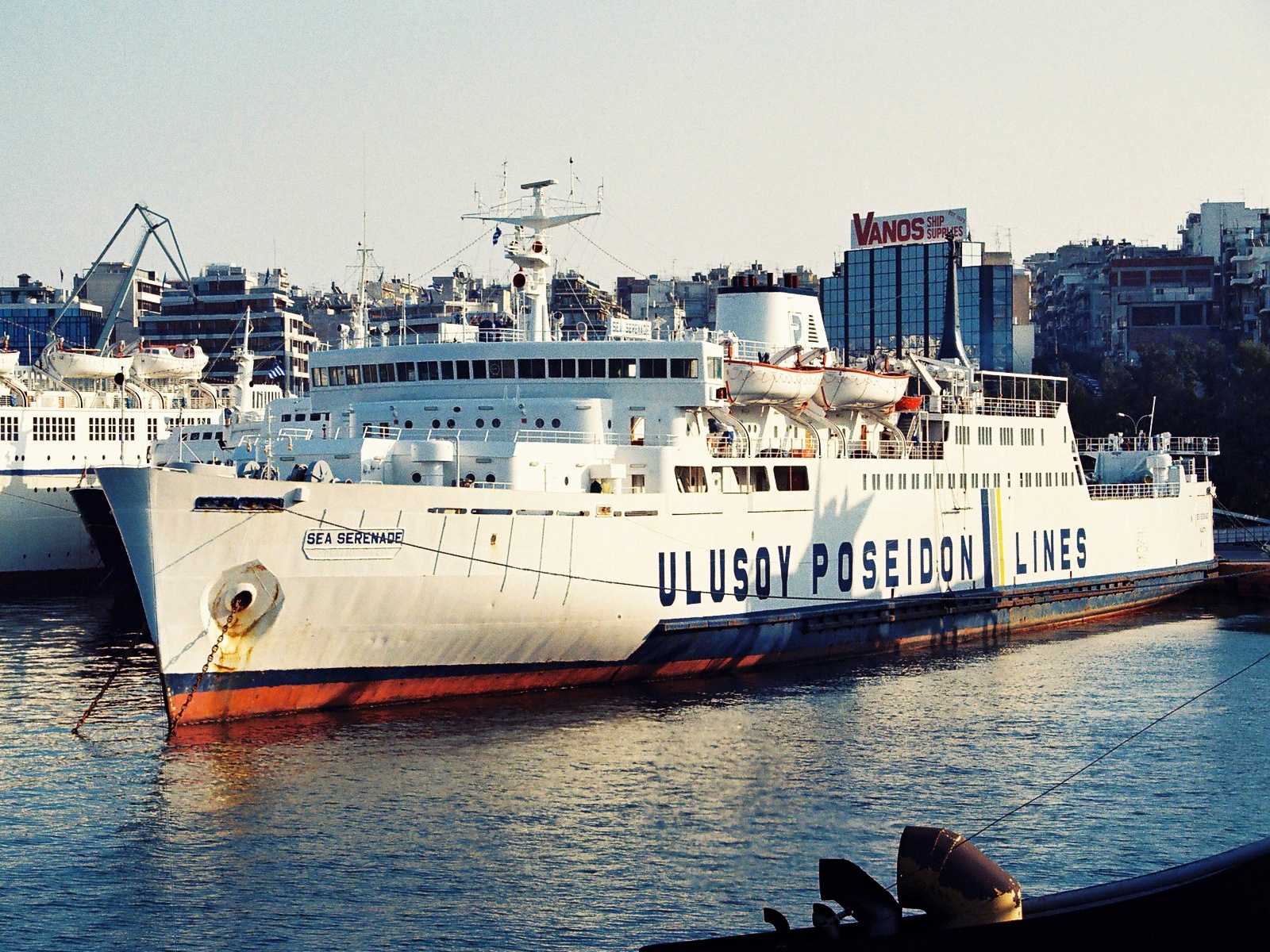
「SEA SERENADE」なおこの塗装になると船首中甲板レベル船体外板のナックルラインがよくわかる。
- ギリシャ・ピレウス（1997年2月撮影）

1988年（昭和63年）8月に小松耀に売却され、神奈川県の産業廃棄物業者・三友プラントサービスが川崎 - 苫小牧間のコンテナ輸送や、海上での廃棄物処理をする等の計画も取りざたされた。しかしその後、1990年（平成2年）8月にギリシャの船会社「POSEIDON LINES Shipping」に売却され、ようやく函館を出港した。客室を造設しカーフェリーに改造され、「SEA SERENADE」と改称した。黒海航路で使用された後地中海航路などで使用され、その後2004年（平成16年）に韓国の船会社に売却された。2006年（平成18年）にギリシャの船会社に売却され、「MARINOS D」に改称。2004年（平成16年）よりスロベニア・イゾラ港に長く係船されていたが、2011年（平成23年）末にトルコの会社に売却され、2012年（平成24年）1月初旬にイスタンブール近郊のドックに移動し、その後、2012年（平成24年）7月に解体された。

### 檜山丸

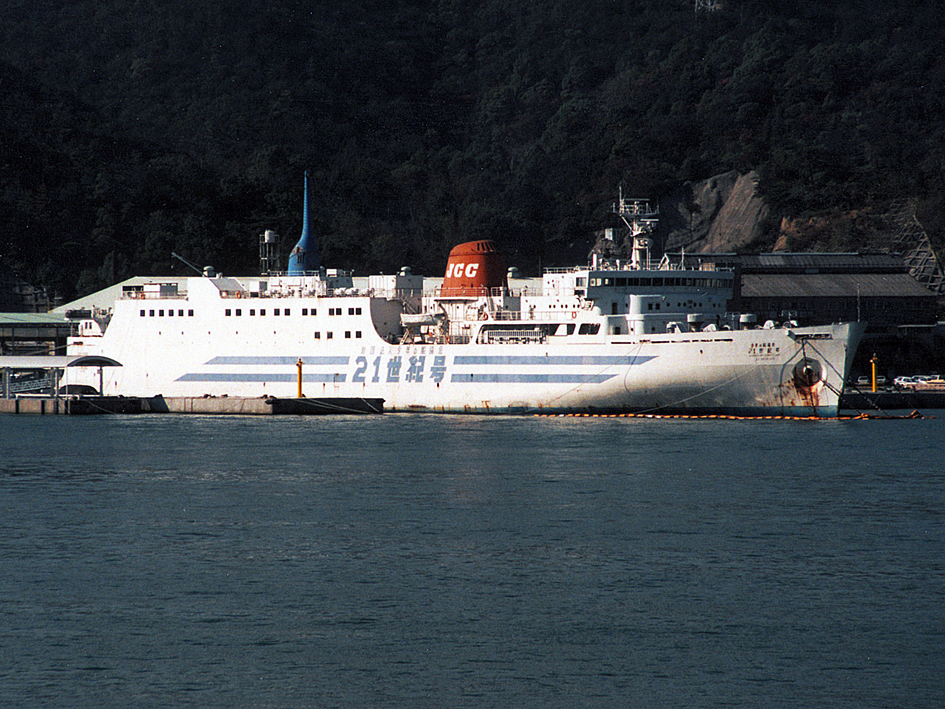
「21世紀号」 - 玉野・宇野港

1988年（昭和63年）8月、財団法人少年の船協会へ2億8千万円で売却され、同協会の20周年事業として和歌山県の三井造船由良工場で旅客用浴室・イベントホール、車両甲板後部への旅客用食堂設置など船内を改造、エンジンも重油使用に改造の上、1989年（平成元年）3月23日に青少年研修船「少年の船協会21世紀号」として竣工し再就航し3月27日から4月4日まで東京晴海 - 釜山間の航海より就航し、船体前方3分の2は第二期計画用の予備スペースとして改装されなかった。その後予想以上に運航経費がかさみ1992年（平成4年）係船され、1999年（平成11年）4月に韓国企業が6千万円で購入し、釜山 - 馬山間でフェリーとして運航する予定だったが、2000年（平成12年）には、シンガポールのPrima Bridge Island Pte.の保有船となりカーフェリー「RISING STAR III」となった。さらにインドネシアのフェリー運航会社PT Prima Vistaに売却され、「Mandiri Nusantara」に改称されたが2009年（平成21年）5月31日、スラバヤのタンジュン・ペラ港から東カリマンタンのバリクパパンへの航海の途中、カラミアン島沖で車両甲板にあった車両から出火し、炎上ののち船体は全焼した。この事故では、350人の乗客・船員は救助されたものの、乗員5名の遺体が収容され、15人が行方不明となった。

### 石狩丸

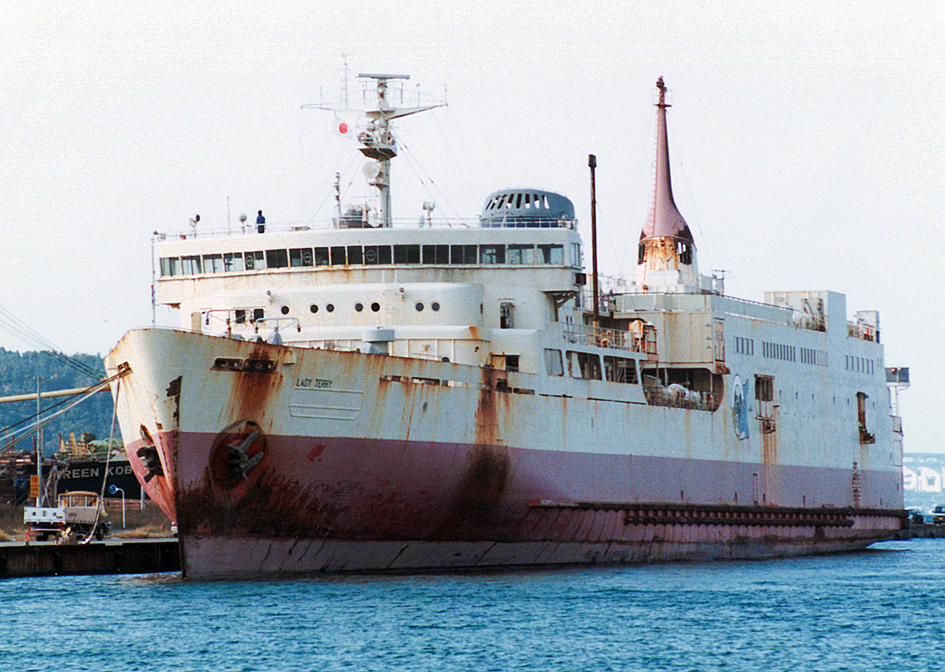
「LADY TERRY」 - 坂出・林田港

1988年（昭和63年）7月から9月にかけて北海道 広尾町で開催された十勝海洋博覧会で十勝港第3埠頭で展示公開され、夜間はシップホテルとしても使用された。同年11月、大阪の陸運倉庫会社の酒本商事に4億円で売却され、11月30日尾道に向け函館を出港した。酒本商事は、関西国際空港の工事用ホテルシップとして使用するため、収容人数約800人の個室化や大浴場、会議室、特定郵便局の設置などの改装を施し、1989年（平成元年）秋の完成を予定していた。
しかしこの計画は実現せず、使用されないまま香港の会社に売却された。さらに、キプロスの船会社に売却されて「LADY TERRY」と改称。さらに1990年（平成2年）にはギリシャの船会社「POSEIDON LINES Shipping」に売却され、「LASITHI」と改名するとともにカーフェリーに改造され使用された後、1992年（平成4年）には「SEA HARMONY II」と改称され地中海航路で使用され、さらに2001年（平成13年）には「OLYMNPIA I」に改称されている。2002年（平成14年）に航路休止した後は、ヨーロッパやアフリカの船会社にチャーターされ、地中海・紅海などで使用されたが、2006年（平成18年）6月にインドで解体された。

## 渡島丸型一覧表
|                 | 渡島丸（2代）                                                                              | 渡島丸（2代）                                                                              | 渡島丸（2代）                                                                              | 日高丸（2代）                                                                              | 日高丸（2代）                                                                              | 日高丸（2代）                                                                              | 十勝丸（2代）                                                                               | 十勝丸（2代）                                                                               | 十勝丸（2代）                                                                               |
| 概歴            | 概歴                                                                                       | 概歴                                                                                       | 概歴                                                                                       | 概歴                                                                                       | 概歴                                                                                       | 概歴                                                                                       | 概歴                                                                                        | 概歴                                                                                        | 概歴                                                                                        |
| --------------- | ------------------------------------------------------------------------------------------ | ------------------------------------------------------------------------------------------ | ------------------------------------------------------------------------------------------ | ------------------------------------------------------------------------------------------ | ------------------------------------------------------------------------------------------ | ------------------------------------------------------------------------------------------ | ------------------------------------------------------------------------------------------- | ------------------------------------------------------------------------------------------- | ------------------------------------------------------------------------------------------- |
| 建造所          | 函館ドック函館造船所                                                                       | 函館ドック函館造船所                                                                       | 函館ドック函館造船所                                                                       | 三菱重工神戸造船所                                                                         | 三菱重工神戸造船所                                                                         | 三菱重工神戸造船所                                                                         | 日立造船向島工場                                                                            | 日立造船向島工場                                                                            | 日立造船向島工場                                                                            |
| 起工            | 1969年（昭和44年）3月27日                                                                  | 1969年（昭和44年）3月27日                                                                  | 1969年（昭和44年）3月27日                                                                  | 1969年（昭和44年）8月26日                                                                  | 1969年（昭和44年）8月26日                                                                  | 1969年（昭和44年）8月26日                                                                  | 1969年（昭和44年）11月11日                                                                  | 1969年（昭和44年）11月11日                                                                  | 1969年（昭和44年）11月11日                                                                  |
| 進水            | 1969年（昭和44年）6月30日                                                                  | 1969年（昭和44年）6月30日                                                                  | 1969年（昭和44年）6月30日                                                                  | 1969年（昭和44年）11月29日                                                                 | 1969年（昭和44年）11月29日                                                                 | 1969年（昭和44年）11月29日                                                                 | 1970年（昭和45年）2月19日                                                                   | 1970年（昭和45年）2月19日                                                                   | 1970年（昭和45年）2月19日                                                                   |
| 竣工            | 1969年（昭和44年）9月27日                                                                  | 1969年（昭和44年）9月27日                                                                  | 1969年（昭和44年）9月27日                                                                  | 1970年（昭和45年）3月30日                                                                  | 1970年（昭和45年）3月30日                                                                  | 1970年（昭和45年）3月30日                                                                  | 1970年（昭和45年）6月23日                                                                   | 1970年（昭和45年）6月23日                                                                   | 1970年（昭和45年）6月23日                                                                   |
| 就航            | 1969年（昭和44年）10月1日                                                                  | 1969年（昭和44年）10月1日                                                                  | 1969年（昭和44年）10月1日                                                                  | 1970年（昭和45年）4月5日                                                                   | 1970年（昭和45年）4月5日                                                                   | 1970年（昭和45年）4月5日                                                                   | 1970年（昭和45年）6月30日                                                                   | 1970年（昭和45年）6月30日                                                                   | 1970年（昭和45年）6月30日                                                                   |
| 終航            | 1978年（昭和53年）9月30日                                                                  | 1978年（昭和53年）9月30日                                                                  | 1978年（昭和53年）9月30日                                                                  | 1984年（昭和59年）1月31日                                                                  | 1984年（昭和59年）1月31日                                                                  | 1984年（昭和59年）1月31日                                                                  | 1984年（昭和59年）1月31日                                                                   | 1984年（昭和59年）1月31日                                                                   | 1984年（昭和59年）1月31日                                                                   |
| 要目（新造時）  |                                                                                            |                                                                                            |                                                                                            |                                                                                            |                                                                                            |                                                                                            |                                                                                             |                                                                                             |                                                                                             |
| 船種            | 車両渡船                                                                                   | 車両渡船                                                                                   | 車両渡船                                                                                   | 車両渡船                                                                                   | 車両渡船                                                                                   | 車両渡船                                                                                   | 車両渡船                                                                                    | 車両渡船                                                                                    | 車両渡船                                                                                    |
| 総トン数        | 4,075.15トン                                                                               | 4,075.15トン                                                                               | 4,075.15トン                                                                               | 4,089.04トン                                                                               | 4,089.04トン                                                                               | 4,089.04トン                                                                               | 4,091.73トン                                                                                | 4,091.73トン                                                                                | 4,091.73トン                                                                                |
| 全長            | 144.60m                                                                                    | 144.60m                                                                                    | 144.60m                                                                                    | 144.60m                                                                                    | 144.60m                                                                                    | 144.60m                                                                                    | 144.60m                                                                                     | 144.60m                                                                                     | 144.60m                                                                                     |
| 垂線間長        | 136.00m                                                                                    | 136.00m                                                                                    | 136.00m                                                                                    | 136.00m                                                                                    | 136.00m                                                                                    | 136.00m                                                                                    | 136.00m                                                                                     | 136.00m                                                                                     | 136.00m                                                                                     |
| 幅（型）        | 18.40m                                                                                     | 18.40m                                                                                     | 18.40m                                                                                     | 18.40m                                                                                     | 18.40m                                                                                     | 18.40m                                                                                     | 18.40m                                                                                      | 18.40m                                                                                      | 18.40m                                                                                      |
| 深さ（型）      | 7.20m                                                                                      | 7.20m                                                                                      | 7.20m                                                                                      | 7.20m                                                                                      | 7.20m                                                                                      | 7.20m                                                                                      | 7.20m                                                                                       | 7.20m                                                                                       | 7.20m                                                                                       |
| 満載喫水        | 5.10m                                                                                      | 5.10m                                                                                      | 5.10m                                                                                      | 5.10m                                                                                      | 5.10m                                                                                      | 5.10m                                                                                      | 5.10m                                                                                       | 5.10m                                                                                       | 5.10m                                                                                       |
| 主機械 （台数） | 単動4サイクルトランクピストン排気ターボ過給機付ディーゼル機関・川崎 MAN V8V 22/30mAL （8） | 単動4サイクルトランクピストン排気ターボ過給機付ディーゼル機関・川崎 MAN V8V 22/30mAL （8） | 単動4サイクルトランクピストン排気ターボ過給機付ディーゼル機関・川崎 MAN V8V 22/30mAL （8） | 単動4サイクルトランクピストン排気ターボ過給機付ディーゼル機関・川崎 MAN V8V 22/30mAL （8） | 単動4サイクルトランクピストン排気ターボ過給機付ディーゼル機関・川崎 MAN V8V 22/30mAL （8） | 単動4サイクルトランクピストン排気ターボ過給機付ディーゼル機関・川崎 MAN V8V 22/30mAL （8） | 単動4サイクルトランクピストン排気ターボ過給機付 ディーゼル機関・三井B&W 1226 MTBF-40V （8） | 単動4サイクルトランクピストン排気ターボ過給機付 ディーゼル機関・三井B&W 1226 MTBF-40V （8） | 単動4サイクルトランクピストン排気ターボ過給機付 ディーゼル機関・三井B&W 1226 MTBF-40V （8） |
| 公試最大出力    | 11,945軸馬力                                                                               | 11,945軸馬力                                                                               | 11,945軸馬力                                                                               | 13,200軸馬力                                                                               | 13,200軸馬力                                                                               | 13,200軸馬力                                                                               | 13,430軸馬力                                                                                | 13,430軸馬力                                                                                | 13,430軸馬力                                                                                |
| 定格出力        | 1,600制動馬力×8                                                                            | 1,600制動馬力×8                                                                            | 1,600制動馬力×8                                                                            | 1,600制動馬力×8                                                                            | 1,600制動馬力×8                                                                            | 1,600制動馬力×8                                                                            | 1,600制動馬力×8                                                                             | 1,600制動馬力×8                                                                             | 1,600制動馬力×8                                                                             |
| 公試最大速力    | 20.67ノット                                                                                | 20.67ノット                                                                                | 20.67ノット                                                                                | 21.43ノット                                                                                | 21.43ノット                                                                                | 21.43ノット                                                                                | 21.67ノット                                                                                 | 21.67ノット                                                                                 | 21.67ノット                                                                                 |
| 航海速力        | 18.2ノット                                                                                 | 18.2ノット                                                                                 | 18.2ノット                                                                                 | 18.2ノット                                                                                 | 18.2ノット                                                                                 | 18.2ノット                                                                                 | 18.2ノット                                                                                  | 18.2ノット                                                                                  | 18.2ノット                                                                                  |
| 車両積載数      | ワム換算55両                                                                               | ワム換算55両                                                                               | ワム換算55両                                                                               | ワム換算55両                                                                               | ワム換算55両                                                                               | ワム換算55両                                                                               | ワム換算55両                                                                                | ワム換算55両                                                                                | ワム換算55両                                                                                |
| 船名符字        | JFLQ                                                                                       | JFLQ                                                                                       | JFLQ                                                                                       | JBRK                                                                                       | JBRK                                                                                       | JBRK                                                                                       | JCAO                                                                                        | JCAO                                                                                        | JCAO                                                                                        |
|                 | 渡島丸                                                                                     | 渡島丸                                                                                     | 渡島丸                                                                                     | 日高丸                                                                                     | 日高丸                                                                                     | 日高丸                                                                                     | 十勝丸                                                                                      | 十勝丸                                                                                      | 十勝丸                                                                                      |

|                 | 空知丸（2代）                                                              | 空知丸（2代）                                                              | 空知丸（2代）                                                              | 檜山丸（2代）                                                              | 檜山丸（2代）                                                              | 檜山丸（2代）                                                              | 石狩丸（3代）                                                              | 石狩丸（3代）                                                              | 石狩丸（3代）                                                              |
| 概歴            | 概歴                                                                       | 概歴                                                                       | 概歴                                                                       | 概歴                                                                       | 概歴                                                                       | 概歴                                                                       | 概歴                                                                       | 概歴                                                                       | 概歴                                                                       |
| --------------- | -------------------------------------------------------------------------- | -------------------------------------------------------------------------- | -------------------------------------------------------------------------- | -------------------------------------------------------------------------- | -------------------------------------------------------------------------- | -------------------------------------------------------------------------- | -------------------------------------------------------------------------- | -------------------------------------------------------------------------- | -------------------------------------------------------------------------- |
| 建造所          | 函館ドック函館造船所                                                       | 函館ドック函館造船所                                                       | 函館ドック函館造船所                                                       | 三菱重工下関造船所                                                         | 三菱重工下関造船所                                                         | 三菱重工下関造船所                                                         | 日立造船向島工場                                                           | 日立造船向島工場                                                           | 日立造船向島工場                                                           |
| 起工            | 1975年（昭和50年）9月4日                                                   | 1975年（昭和50年）9月4日                                                   | 1975年（昭和50年）9月4日                                                   | 1975年（昭和50年）10月16日                                                 | 1975年（昭和50年）10月16日                                                 | 1975年（昭和50年）10月16日                                                 | 1976年（昭和51年）7月22日                                                  | 1976年（昭和51年）7月22日                                                  | 1976年（昭和51年）7月22日                                                  |
| 進水            | 1975年（昭和50年）12月18日                                                 | 1975年（昭和50年）12月18日                                                 | 1975年（昭和50年）12月18日                                                 | 1976年（昭和51年）4月15日                                                  | 1976年（昭和51年）4月15日                                                  | 1976年（昭和51年）4月15日                                                  | 1976年（昭和51年）11月26日                                                 | 1976年（昭和51年）11月26日                                                 | 1976年（昭和51年）11月26日                                                 |
| 竣工            | 1976年（昭和51年）3月31日                                                  | 1976年（昭和51年）3月31日                                                  | 1976年（昭和51年）3月31日                                                  | 1976年（昭和51年）7月27日                                                  | 1976年（昭和51年）7月27日                                                  | 1976年（昭和51年）7月27日                                                  | 1977年（昭和52年）4月26日                                                  | 1977年（昭和52年）4月26日                                                  | 1977年（昭和52年）4月26日                                                  |
| 就航            | 1976年（昭和51年）4月5日                                                   | 1976年（昭和51年）4月5日                                                   | 1976年（昭和51年）4月5日                                                   | 1976年（昭和51年）8月5日                                                   | 1976年（昭和51年）8月5日                                                   | 1976年（昭和51年）8月5日                                                   | 1977年（昭和52年）5月6日                                                   | 1977年（昭和52年）5月6日                                                   | 1977年（昭和52年）5月6日                                                   |
| 終航            | 1988年（昭和63年）3月13日                                                  | 1988年（昭和63年）3月13日                                                  | 1988年（昭和63年）3月13日                                                  | 1982年（昭和57年）7月3日（車両渡船として）                                 | 1982年（昭和57年）7月3日（車両渡船として）                                 | 1982年（昭和57年）7月3日（車両渡船として）                                 | 1981年（昭和56年）12月31日（車両渡船として）                               | 1981年（昭和56年）12月31日（車両渡船として）                               | 1981年（昭和56年）12月31日（車両渡船として）                               |
| 要目（新造時）  |                                                                            |                                                                            |                                                                            |                                                                            |                                                                            |                                                                            |                                                                            |                                                                            |                                                                            |
| 船種            | 車両渡船                                                                   | 車両渡船                                                                   | 車両渡船                                                                   | 車両渡船                                                                   | 車両渡船                                                                   | 車両渡船                                                                   | 車両渡船                                                                   | 車両渡船                                                                   | 車両渡船                                                                   |
| 総トン数        | 4,123.60トン                                                               | 4,123.60トン                                                               | 4,123.60トン                                                               | 4,107.96トン                                                               | 4,107.96トン                                                               | 4,107.96トン                                                               | 4,105.62トン                                                               | 4,105.62トン                                                               | 4,105.62トン                                                               |
| 全長            | 144.60m                                                                    | 144.60m                                                                    | 144.60m                                                                    | 144.60m                                                                    | 144.60m                                                                    | 144.60m                                                                    | 144.60m                                                                    | 144.60m                                                                    | 144.60m                                                                    |
| 垂線間長        | 136.00m                                                                    | 136.00m                                                                    | 136.00m                                                                    | 136.00m                                                                    | 136.00m                                                                    | 136.00m                                                                    | 136.00m                                                                    | 136.00m                                                                    | 136.00m                                                                    |
| 幅（型）        | 18.40m                                                                     | 18.40m                                                                     | 18.40m                                                                     | 18.40m                                                                     | 18.40m                                                                     | 18.40m                                                                     | 18.40m                                                                     | 18.40m                                                                     | 18.40m                                                                     |
| 深さ（型）      | 7.20m                                                                      | 7.20m                                                                      | 7.20m                                                                      | 7.20m                                                                      | 7.20m                                                                      | 7.20m                                                                      | 7.20m                                                                      | 7.20m                                                                      | 7.20m                                                                      |
| 満載喫水        | 5.10m                                                                      | 5.10m                                                                      | 5.10m                                                                      | 5.10m                                                                      | 5.10m                                                                      | 5.10m                                                                      | 5.10m                                                                      | 5.10m                                                                      | 5.10m                                                                      |
| 主機械 （台数） | 単動4サイクルトランクピストン過給機付ディーゼル機関・ダイハツ6DSM-32 （8） | 単動4サイクルトランクピストン過給機付ディーゼル機関・ダイハツ6DSM-32 （8） | 単動4サイクルトランクピストン過給機付ディーゼル機関・ダイハツ6DSM-32 （8） | 単動4サイクルトランクピストン過給機付ディーゼル機関・ダイハツ6DSM-32 （8） | 単動4サイクルトランクピストン過給機付ディーゼル機関・ダイハツ6DSM-32 （8） | 単動4サイクルトランクピストン過給機付ディーゼル機関・ダイハツ6DSM-32 （8） | 単動4サイクルトランクピストン過給機付ディーゼル機関・ダイハツ6DSM-32 （8） | 単動4サイクルトランクピストン過給機付ディーゼル機関・ダイハツ6DSM-32 （8） | 単動4サイクルトランクピストン過給機付ディーゼル機関・ダイハツ6DSM-32 （8） |
| 公試最大出力    | 13,650軸馬力                                                               | 13,650軸馬力                                                               | 13,650軸馬力                                                               | 13,650軸馬力                                                               | 13,650軸馬力                                                               | 13,650軸馬力                                                               | 13,610軸馬力                                                               | 13,610軸馬力                                                               | 13,610軸馬力                                                               |
| 定格出力        | 1,600制動馬力×8                                                            | 1,600制動馬力×8                                                            | 1,600制動馬力×8                                                            | 1,600制動馬力×8                                                            | 1,600制動馬力×8                                                            | 1,600制動馬力×8                                                            | 1,600制動馬力×8                                                            | 1,600制動馬力×8                                                            | 1,600制動馬力×8                                                            |
| 公試最大速力    | 21.79ノット                                                                | 21.79ノット                                                                | 21.79ノット                                                                | 21.68ノット                                                                | 21.68ノット                                                                | 21.68ノット                                                                | 21.66ノット                                                                | 21.66ノット                                                                | 21.66ノット                                                                |
| 航海速力        | 18.2ノット                                                                 | 18.2ノット                                                                 | 18.2ノット                                                                 | 18.2ノット                                                                 | 18.2ノット                                                                 | 18.2ノット                                                                 | 18.2ノット                                                                 | 18.2ノット                                                                 | 18.2ノット                                                                 |
| 車両積載数      | ワム換算55両                                                               | ワム換算55両                                                               | ワム換算55両                                                               | ワム換算55両                                                               | ワム換算55両                                                               | ワム換算55両                                                               | ワム換算55両                                                               | ワム換算55両                                                               | ワム換算55両                                                               |
| 船名符字        | JQAD                                                                       | JQAD                                                                       | JQAD                                                                       | JJRE                                                                       | JJRE                                                                       | JJRE                                                                       | JPHE                                                                       | JPHE                                                                       | JPHE                                                                       |
|                 | 空知丸                                                                     | 空知丸                                                                     | 空知丸                                                                     | 檜山丸                                                                     | 檜山丸                                                                     | 檜山丸                                                                     | 石狩丸                                                                     | 石狩丸                                                                     | 石狩丸                                                                     |

|                 | 檜山丸（2代）                                                              | 檜山丸（2代）                                                              | 檜山丸（2代）                                                              | 石狩丸（3代）                                                              | 石狩丸（3代）                                                              | 石狩丸（3代）                                                              |
| 概歴            | 概歴                                                                       | 概歴                                                                       | 概歴                                                                       | 概歴                                                                       | 概歴                                                                       | 概歴                                                                       |
| --------------- | -------------------------------------------------------------------------- | -------------------------------------------------------------------------- | -------------------------------------------------------------------------- | -------------------------------------------------------------------------- | -------------------------------------------------------------------------- | -------------------------------------------------------------------------- |
| 改造造船所      | 函館ドック函館造船所                                                       | 函館ドック函館造船所                                                       | 函館ドック函館造船所                                                       | 函館ドック函館造船所                                                       | 函館ドック函館造船所                                                       | 函館ドック函館造船所                                                       |
| 改造着工        | 1982年（昭和57年）7月5日                                                   | 1982年（昭和57年）7月5日                                                   | 1982年（昭和57年）7月5日                                                   | 1982年（昭和57年）1月6日                                                   | 1982年（昭和57年）1月6日                                                   | 1982年（昭和57年）1月6日                                                   |
| 改造竣工        | 1982年（昭和57年）9月21日                                                  | 1982年（昭和57年）9月21日                                                  | 1982年（昭和57年）9月21日                                                  | 1982年（昭和57年）3月17日                                                  | 1982年（昭和57年）3月17日                                                  | 1982年（昭和57年）3月17日                                                  |
| 就航            | 1982年（昭和57年）10月1日                                                  | 1982年（昭和57年）10月1日                                                  | 1982年（昭和57年）10月1日                                                  | 1982年（昭和57年）3月31日                                                  | 1982年（昭和57年）3月31日                                                  | 1982年（昭和57年）3月31日                                                  |
| 終航            | 1988年（昭和63年）3月13日                                                  | 1988年（昭和63年）3月13日                                                  | 1988年（昭和63年）3月13日                                                  | 1988年（昭和63年）3月13日                                                  | 1988年（昭和63年）3月13日                                                  | 1988年（昭和63年）3月13日                                                  |
| 要目（改造時）  |                                                                            |                                                                            |                                                                            |                                                                            |                                                                            |                                                                            |
| 船種            | 客載車両渡船                                                               | 客載車両渡船                                                               | 客載車両渡船                                                               | 客載車両渡船                                                               | 客載車両渡船                                                               | 客載車両渡船                                                               |
| 総トン数        | 4,958.93トン                                                               | 4,958.93トン                                                               | 4,958.93トン                                                               | 4,965.54トン                                                               | 4,965.54トン                                                               | 4,965.54トン                                                               |
| 全長            | 144.60m                                                                    | 144.60m                                                                    | 144.60m                                                                    | 144.60m                                                                    | 144.60m                                                                    | 144.60m                                                                    |
| 垂線間長        | 136.00m                                                                    | 136.00m                                                                    | 136.00m                                                                    | 136.00m                                                                    | 136.00m                                                                    | 136.00m                                                                    |
| 幅（型）        | 18.40m                                                                     | 18.40m                                                                     | 18.40m                                                                     | 18.40m                                                                     | 18.40m                                                                     | 18.40m                                                                     |
| 深さ（型）      | 7.20m                                                                      | 7.20m                                                                      | 7.20m                                                                      | 7.20m                                                                      | 7.20m                                                                      | 7.20m                                                                      |
| 満載喫水        | 5.35m                                                                      | 5.35m                                                                      | 5.35m                                                                      | 5.35m                                                                      | 5.35m                                                                      | 5.35m                                                                      |
| 主機械 （台数） | 単動4サイクルトランクピストン過給機付ディーゼル機関・ダイハツ6DSM-32 （8） | 単動4サイクルトランクピストン過給機付ディーゼル機関・ダイハツ6DSM-32 （8） | 単動4サイクルトランクピストン過給機付ディーゼル機関・ダイハツ6DSM-32 （8） | 単動4サイクルトランクピストン過給機付ディーゼル機関・ダイハツ6DSM-32 （8） | 単動4サイクルトランクピストン過給機付ディーゼル機関・ダイハツ6DSM-32 （8） | 単動4サイクルトランクピストン過給機付ディーゼル機関・ダイハツ6DSM-32 （8） |
| 定格出力        | 1,600制動馬力×8                                                            | 1,600制動馬力×8                                                            | 1,600制動馬力×8                                                            | 1,600制動馬力×8                                                            | 1,600制動馬力×8                                                            | 1,600制動馬力×8                                                            |
| 公試最大速力    |                                                                            |                                                                            |                                                                            | 20.57ノット                                                                | 20.57ノット                                                                | 20.57ノット                                                                |
| 航海速力        | 18.2ノット                                                                 | 18.2ノット                                                                 | 18.2ノット                                                                 | 18.2ノット                                                                 | 18.2ノット                                                                 | 18.2ノット                                                                 |
| 旅客定員        | 650名                                                                      | 650名                                                                      | 650名                                                                      | 650名                                                                      | 650名                                                                      | 650名                                                                      |
| 車両積載数      | ワム換算55両（乗用車航送便兼客貨便では50両）                               | ワム換算55両（乗用車航送便兼客貨便では50両）                               | ワム換算55両（乗用車航送便兼客貨便では50両）                               | ワム換算55両（乗用車航送便兼客貨便では50両）                               | ワム換算55両（乗用車航送便兼客貨便では50両）                               | ワム換算55両（乗用車航送便兼客貨便では50両）                               |
| 自動車積載数    | 乗用車20台                                                                 | 乗用車20台                                                                 | 乗用車20台                                                                 | 乗用車20台                                                                 | 乗用車20台                                                                 | 乗用車20台                                                                 |
| 船名符字        | JMMI                                                                       | JMMI                                                                       | JMMI                                                                       | JMMK                                                                       | JMMK                                                                       | JMMK                                                                       |
|                 | 檜山丸                                                                     | 檜山丸                                                                     | 檜山丸                                                                     | 石狩丸                                                                     | 石狩丸                                                                     | 石狩丸                                                                     |